# Lista kraterów na Wenus
Lista kraterów na Wenus. Decyzją Międzynarodowej Unii Astronomicznej wszystkie nazwy geograficzne na Wenus pochodzą od sławnych kobiet bądź popularnych imion żeńskich. Współrzędne geograficzne poszczególnych kraterów mają podaną długość planetograficzną wschodnią, zgodnie z ogólną konwencją oznaczania długości planet wykazujących rotację wsteczną. Lista zawiera zarówno kratery uderzeniowe jak i wulkaniczne.

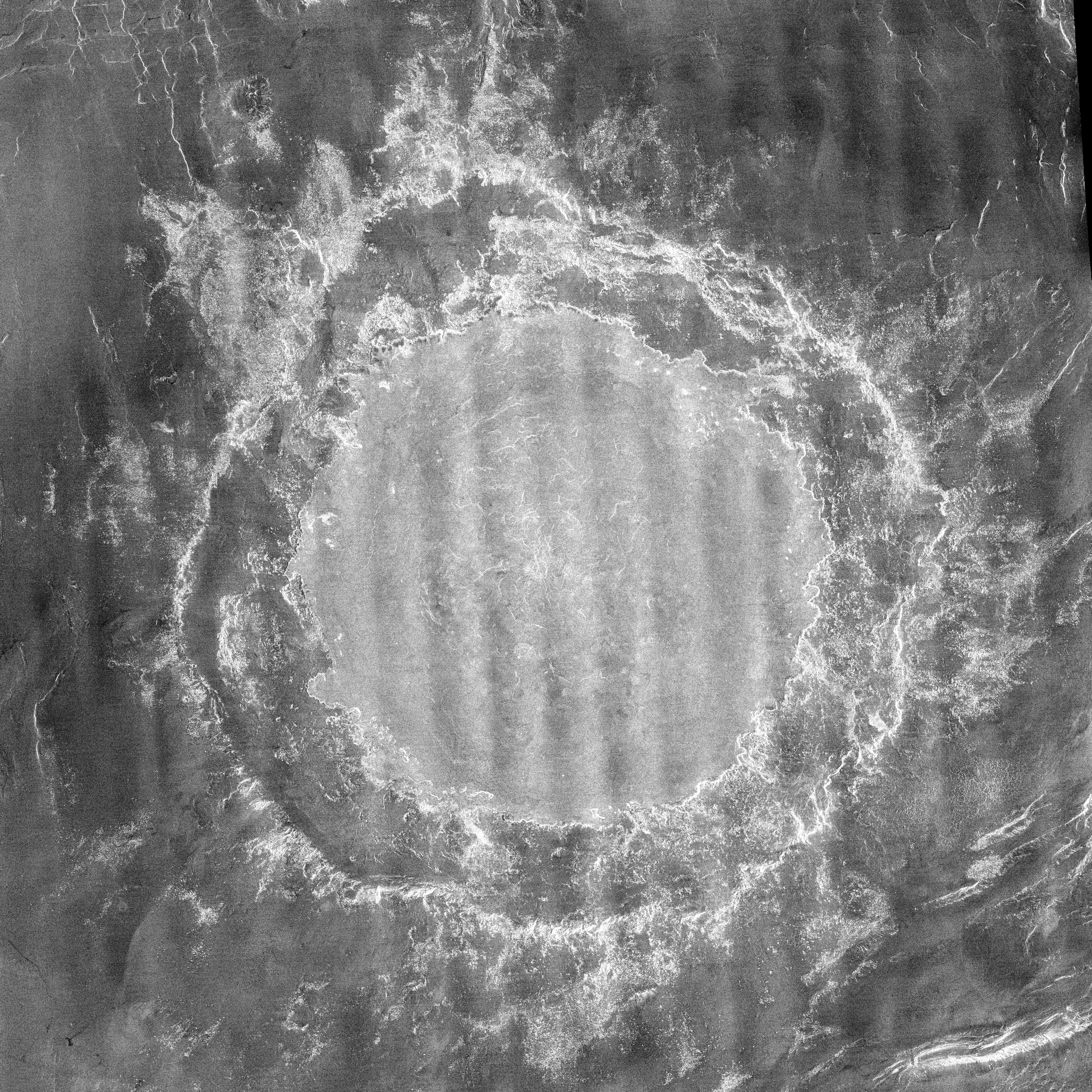
Zdjęcie radarowe złożonego krateru Mead, największego na Wenus

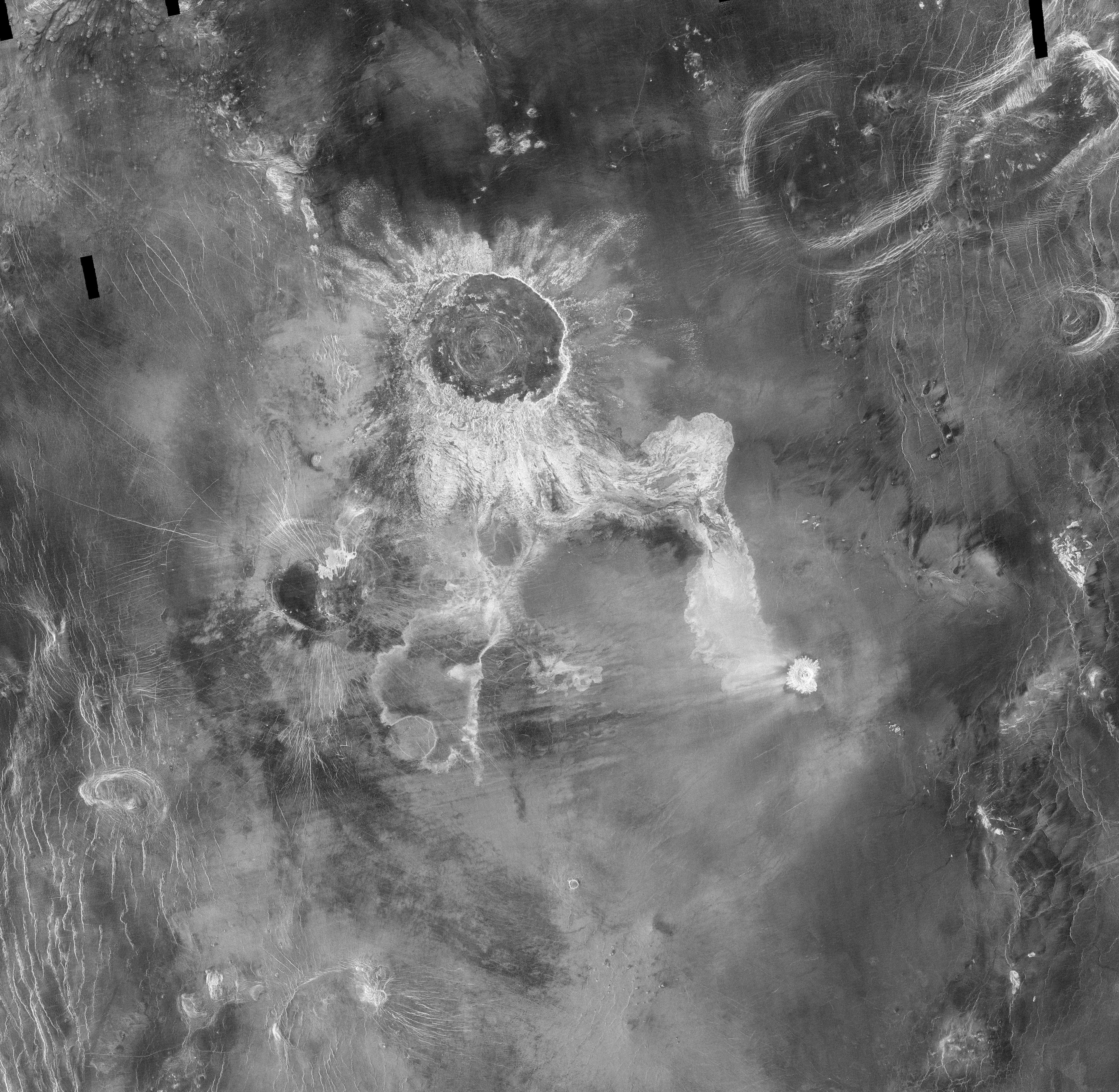
Krater Isabella i jego otoczenie (zdjęcie radarowe)

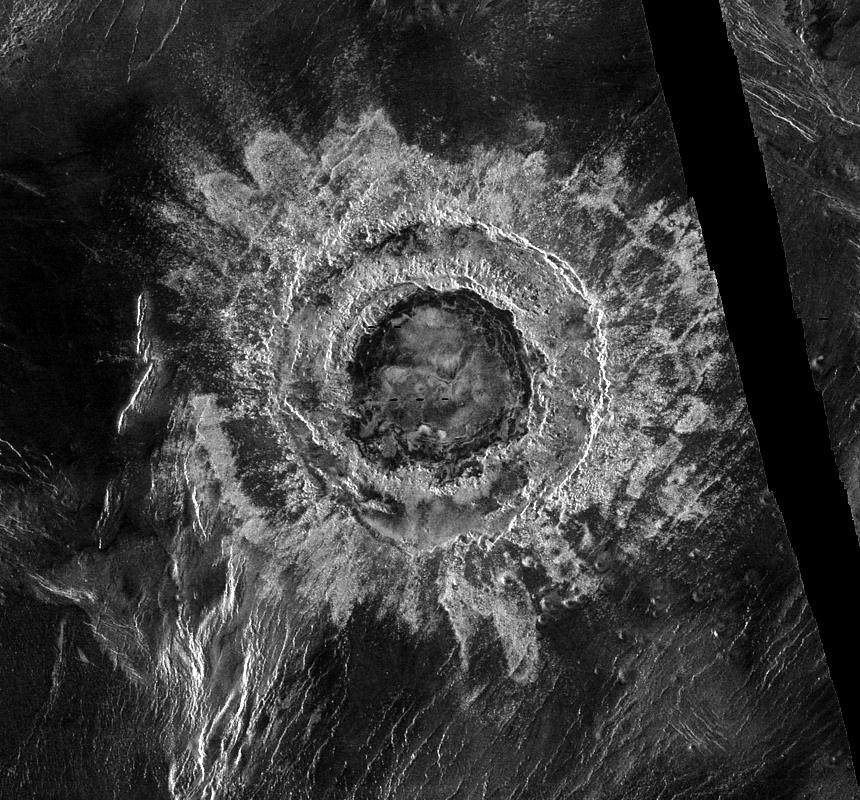
Krater Meitner (zdjęcie radarowe)

| Nazwa            | Współrzędne                            | Średnica (km) | Pochodzenie nazwy |
| A                | A                                      | A             | A |
| ---------------- | -------------------------------------- | ------------- | --- |
| Abigail          | ♀ 52,2°S 111,2°E/-52,200000 111,200000 | 18,4          | hebrajskie imię |
| Abika            | ♀ 52,5°S 104,4°E/-52,500000 104,400000 | 14,5          | maryjskie imię |
| Abington         | ♀ 47,8°S 277,7°E/-47,800000 277,700000 | 21,7          | Frances Abington, brytyjska aktorka (1737–1815)                                                                      |
| Abra             | ♀ 6,2°N 97,4°E/6,200000 97,400000      | 7,2           | imię w j. ewe |
| Adaiah           | ♀ 47,3°S 253,4°E/-47,300000 253,400000 | 18            | hebrajskie imię |
| Adamson          | ♀ 14,8°S 29,6°E/-14,800000 29,600000   | 27,2          | Joy Adamson, austriacka przyrodniczka (1910–1980)                                                                    |
| Addams           | ♀ 56,2°S 98,9°E/-56,200000 98,900000   | 87            | Jane Addams, amerykańska reformatorka społeczna (1860–1935)                                                          |
| Adivar           | ♀ 8,9°N 76,2°E/8,900000 76,200000      | 30,3          | Halide Edip Adivar, turecka autorka (1884–1964)                                                                      |
| Adzoba           | ♀ 12,8°N 117,0°E/12,800000 117,000000  | 10            | imię w j. ewe |
| Aethelflaed      | ♀ 18,2°S 196,6°E/-18,200000 196,600000 | 20            | Etelfleda, mercjańska królowa (872/879–918)                                                                          |
| Afiba            | ♀ 47,1°S 102,7°E/-47,100000 102,700000 | 9,5           | imię w j. ewe |
| Afiruwa          | ♀ 4,3°N 3,8°E/4,300000 3,800000        | 5,2           | imię w j. hausa |
| Aftenia          | ♀ 50°N 324°E/50,000000 324,000000      | 7             | mołdawskie imię |
| Afua             | ♀ 15,5°N 124,0°E/15,500000 124,000000  | 10            | imię w j. akan |
| Aglaonice        | ♀ 26,4°S 339,9°E/-26,400000 339,900000 | 63,7          | Aglaonike, starożytna grecka astronom (II wiek p.n.e.)                                                               |
| Agnesi           | ♀ 39,4°S 37,7°E/-39,400000 37,700000   | 42,4          | Maria Agnesi, włoska matematyczka (1718–1799)                                                                        |
| Agoe             | ♀ 13,1°N 4,3°E/13,100000 4,300000      | 6,3           | imię w j. ewe |
| Agrippina        | ♀ 33,2°S 65,7°E/-33,200000 65,700000   | 38,6          | Agrypina Starsza, rzymska cesarzowa (14 p.n.e. – 33 n.e.)                                                            |
| Ahava            | ♀ 53,6°N 187,3°E/53,600000 187,300000  | 10,4          | hebrajskie imię |
| Aigul            | ♀ 38,2°N 280,4°E/38,200000 280,400000  | 6             | kałmuckie imię |
| Ailar            | ♀ 15,8°S 68,4°E/-15,800000 68,400000   | 8,2           | tureckie imię |
| Aimee            | ♀ 16,1°N 127,2°E/16,100000 127,200000  | 17            | francuskie imię |
| Aisha            | ♀ 39,3°N 53,3°E/39,300000 53,300000    | 10,6          | arabskie imię |
| Aita             | ♀ 8,9°N 270,7°E/8,900000 270,700000    | 14            | estońskie imię |
| Akeley           | ♀ 8,0°N 244,5°E/8,000000 244,500000    | 23,4          | Delia Akeley, amerykańska badaczka (1875–1970)                                                                       |
| Akhmatova        | ♀ 61,3°N 307,9°E/61,300000 307,900000  | 41,4          | Anna Achmatowa, rosyjska poetka (1889–1966)                                                                          |
| Akiko            | ♀ 30,6°N 187,3°E/30,600000 187,300000  | 17,4          | Akiko Yosano, japońska poetka (1878–1942)                                                                            |
| Akosua           | ♀ 58,6°S 18,1°E/-58,600000 18,100000   | 6,2           | imię w j. akan |
| Aksentyeva       | ♀ 42,0°S 271,9°E/-42,000000 271,900000 | 42,5          | Zinajda Aksentjewa, rosyjska astronom (1900–1969)                                                                    |
| Akuba            | ♀ 9,6°N 23,0°E/9,600000 23,000000      | 5,5           | imię w j. ewe |
| Al-Taymuriyya    | ♀ 32,9°N 336,1°E/32,900000 336,100000  | 19            | Ayesha Al-Taymuriyya, egipska autorka (1840–1902)                                                                    |
| Alcott           | ♀ 59,5°S 354,4°E/-59,500000 354,400000 | 66            | Louisa May Alcott, amerykańska autorka (1832–1888)                                                                   |
| Alima            | ♀ 46,0°S 229,2°E/-46,000000 229,200000 | 10,3          | arabskie imię |
| Alimat           | ♀ 29,5°S 205,9°E/-29,500000 205,900000 | 13,5          | osetyjskie imię |
| Alison           | ♀ 4,0°S 165,6°E/-4,000000 165,600000   | 14,4          | irlandzkie imię |
| Alma             | ♀ 2,4°S 228,8°E/-2,400000 228,800000   | 16,8          | kazachskie imię |
| Almeida          | ♀ 46,6°N 123,3°E/46,600000 123,300000  | 15,5          | portugalskie imię |
| Altana           | ♀ 1,4°N 69,9°E/1,400000 69,900000      | 6             | kałmuckie imię |
| Amalasuntha      | ♀ 11,5°S 342,4°E/-11,500000 342,400000 | 15,4          | Amalasunta, ostrogocka królowa (zm. 535)                                                                             |
| Amanda           | ♀ 29,2°S 94,5°E/-29,200000 94,500000   | 12,5          | łacińskie imię |
| Amaya            | ♀ 11,3°N 89,4°E/11,300000 89,400000    | 34,5          | Carmen Amaya, hiszpańska tancerka (1913–1963)                                                                        |
| Amenardes        | ♀ 15,0°N 54,3°E/15,000000 54,300000    | 27,9          | Amenardis I, egipska księżniczka (718–655 p.n.e.)                                                                    |
| Aminata          | ♀ 6,6°N 25,2°E/6,600000 25,200000      | 9,7           | imię w j. mandinka                                                                                                   |
| Anaxandra        | ♀ 44,2°N 162,3°E/44,200000 162,300000  | 20,4          | Anaksandra, starożytna, grecka artystka (III wiek p.n.e.)                                                            |
| Andami           | ♀ 17,5°S 26,5°E/-17,500000 26,500000   | 28,9          | Azar Andami, irańska lekarka i badaczka                                                                              |
| Andreianova      | ♀ 3,0°S 68,8°E/-3,000000 68,800000     | 66,1          | Elena Andrejanowa, rosyjska balerina (ok. 1821 – ok. 1855)                                                           |
| Anicia           | ♀ 26,3°S 31,3°E/-26,300000 31,300000   | 38,2          | Anyte z Tegei, starożytna, grecka lekarka i poetka (ok. 300 p.n.e.)                                                  |
| Annia Faustina   | ♀ 22,1°N 4,7°E/22,100000 4,700000      | 23,4          | Faustyna Młodsza, rzymska cesarzowa (ok. 122–175)                                                                    |
| Antonina         | ♀ 28,1°N 106,8°E/28,100000 106,800000  | 13,8          | rosyjskie imię |
| Anush            | ♀ 14,9°N 86,5°E/14,900000 86,500000    | 12,7          | ormiańskie i perskie imię                                                                                            |
| Anya             | ♀ 39,5°N 297,8°E/39,500000 297,800000  | 18,1          | rosyjskie imię |
| Ariadne          | ♀ 43,9°N 360,0°E/43,900000 360,000000  | 23,6          | greckie imię |
| Asmik            | ♀ 3,9°N 166,4°E/3,900000 166,400000    | 19,5          | ormiańskie imię |
| Astrid           | ♀ 21,4°S 335,2°E/-21,400000 335,200000 | 10,5          | skandynawskie imię                                                                                                   |
| Audrey           | ♀ 23,8°N 348,1°E/23,800000 348,100000  | 15,2          | angielskie imię |
| Aurelia          | ♀ 20,3°N 331,8°E/20,300000 331,800000  | 31,1          | Aurelia, matka Juliusza Cezara (120–54 p.n.e.)                                                                       |
| Austen           | ♀ 25,0°S 168,4°E/-25,000000 168,400000 | 45,1          | Jane Austen, brytyjska powieściopisarka (1775–1817)                                                                  |
| Avene            | ♀ 40,4°N 149,4°E/40,400000 149,400000  | 10            | imię w j. akan |
| Avviyar          | ♀ 18,0°S 353,7°E/-18,000000 353,700000 | 20,6          | Avviyar, tamilska powieściopisarka (ok. 100 p.n.e.)                                                                  |
| Ayana            | ♀ 29,2°S 175,5°E/-29,200000 175,500000 | 13,8          | ałtajskie imię |
| Ayashe           | ♀ 22,7°N 31,4°E/22,700000 31,400000    | 6,7           | imię w j. hausa |
| Ayisatu          | ♀ 34,6°N 5,5°E/34,600000 5,500000      | 7             | fulańskie imię |
| B                |                                        |               | |
| Bachira          | ♀ 26,5°N 10,0°E/26,500000 10,000000    | 7,3           | algierskie imię |
| Bądarzewska      | ♀ 22,6°S 137,2°E/-22,600000 137,200000 | 29,6          | Tekla Bądarzewska-Baranowska, polska kompozytorka (1834–1861)                                                        |
| Bahriyat         | ♀ 50,3°N 357,5°E/50,300000 357,500000  | 5             | kumyckie imię |
| Baker            | ♀ 62,5°N 40,3°E/62,500000 40,300000    | 109           | Josephine Baker, amerykańska tancerka (1906–1975)                                                                    |
| Bakisat          | ♀ 26,0°N 356,8°E/26,000000 356,800000  | 7,4           | czeczeńskie imię |
| Balch            | ♀ 29,9°N 282,9°E/29,900000 282,900000  | 40            | Emily Greene Balch, amerykańska ekonomistka (1867–1961)                                                              |
| Ban Zhao         | ♀ 17,1°N 147,0°E/17,100000 147,000000  | 39            | Ban Zhao, chińska historyk (50–112)                                                                                  |
| Baranamtarra     | ♀ 17,9°N 267,8°E/17,900000 267,800000  | 25,5          | Baranamtarra, mezopotamska królowa (ok. 2500 p.n.e.)                                                                 |
| Barauka          | ♀ 10,6°N 346,3°E/10,600000 346,300000  | 12,9          | imię w j. hausa |
| Barrera          | ♀ 16,6°N 109,4°E/16,600000 109,400000  | 27            | Olivia Barrera, hiszpańska pisarka medyczna (ur. 1562)                                                               |
| Barrymore        | ♀ 52,3°S 195,7°E/-52,300000 195,700000 | 56,6          | Ethel Barrymore, amerykańska aktorka (1879–1959)                                                                     |
| Barsova          | ♀ 61,3°N 223,0°E/61,300000 223,000000  | 76            | Walerija Barsowa, radziecka śpiewaczka (1892–1967)                                                                   |
| Barto            | ♀ 45,3°N 146,3°E/45,300000 146,300000  | 48            | Agnija Barto, radziecka poetka (1906–1981)                                                                           |
| Barton           | ♀ 27,4°N 337,5°E/27,400000 337,500000  | 52,2          | Clara Barton (1821–1912), założycielka Amerykańskiego Czerwonego Krzyża                                              |
| Bascom           | ♀ 10,4°S 302,2°E/-10,400000 302,200000 | 34,6          | Florence Bascom, amerykańska geolog (1862–1945)                                                                      |
| Baszkirskietseff | ♀ 14,7°N 194,0°E/14,700000 194,000000  | 36,2          | Marija Baszkircewa, rosyjska malarka i rzeźbiarka (1858–1884)                                                        |
| Bassi            | ♀ 19,0°S 64,6°E/-19,000000 64,600000   | 31            | Laura Bassi, włoska fizyczka (1711–1778)                                                                             |
| Bathsheba        | ♀ 15,1°S 49,5°E/-15,100000 49,500000   | 32,3          | Batszeba, postać biblijna (zm. po 970 p.n.e.)                                                                        |
| Batten           | ♀ 15,2°N 217,4°E/15,200000 217,400000  | 65            | Jean Batten, nowozelandzka pilotka (1909–1982)                                                                       |
| Batya            | ♀ 72,7°N 235,4°E/72,700000 235,400000  | 9,3           | hebrajskie imię |
| Beecher          | ♀ 13,0°N 253,4°E/13,000000 253,400000  | 40,4          | Catharine Beecher, amerykańska autorka (1800–1878)                                                                   |
| Behn             | ♀ 32,4°S 142,0°E/-32,400000 142,000000 | 25,4          | Aphra Behn, brytyjska pisarka (1640–1689)                                                                            |
| Bender           | ♀ 13,0°S 327,4°E/-13,000000 327,400000 | 39,8          | Heidi Julia Bender, pisarka (1979–1991)                                                                              |
| Berggolts        | ♀ 63,5°S 53,0°E/-63,500000 53,000000   | 29,5          | Olga Bergholc, rosyjska poetka (1910–1975)                                                                           |
| Bernadette       | ♀ 46,6°S 285,6°E/-46,600000 285,600000 | 12,8          | francuskie imię |
| Bernhardt        | ♀ 31,6°N 84,4°E/31,600000 84,400000    | 25,3          | Sarah Bernhardt, francuska aktorka (1844–1923)                                                                       |
| Bernice          | ♀ 40,7°S 14,8°E/-40,700000 14,800000   | 12,6          | greckie imię |
| Berta            | ♀ 62°N 322°E/62,000000 322,000000      | 20            | fińskie imię |
| Bette            | ♀ 24,6°S 347,9°E/-24,600000 347,900000 | 7,2           | niemieckie imię |
| Bickerdyke       | ♀ 82,0°S 171,3°E/-82,000000 171,300000 | 36,3          | Mary Ann Bickerdyke, amerykańska pielęgniarka (1817–1901)                                                            |
| Bineta           | ♀ 57,3°N 144,1°E/57,300000 144,100000  | 10,7          | imię w j. mandinka                                                                                                   |
| Birute           | ♀ 36,1°N 32,0°E/36,100000 32,000000    | 22,3          | litewskie imię |
| Blackburne       | ♀ 11,0°N 183,9°E/11,000000 183,900000  | 30,5          | Anna Blackburne, brytyjska biolog (1726–1793)                                                                        |
| Blanche          | ♀ 9,3°S 157,0°E/-9,300000 157,000000   | 12,3          | francuskie imię |
| Blixen           | ♀ 60,1°S 145,7°E/-60,100000 145,700000 | 20,8          | Karen Blixen, duńska pisarka (1885–1962)                                                                             |
| Bly              | ♀ 37,7°N 305,5°E/37,700000 305,500000  | 18,7          | Nellie Bly, amerykańska dziennikarka (1864–1922)                                                                     |
| Boivin           | ♀ 4,3°N 299,5°E/4,300000 299,500000    | 20,4          | Marie Boivin, francuska badaczka medycyny (1773–1847)                                                                |
| Boleyn           | ♀ 24,4°N 220,1°E/24,400000 220,100000  | 70,4          | Anna Boleyn, angielska królowa (1507–1536)                                                                           |
| Bonnevie         | ♀ 36,1°S 127,0°E/-36,100000 127,000000 | 92,2          | Kristine Bonnevie, norweska biolog                                                                                   |
| Bonnin           | ♀ 6,3°S 117,6°E/-6,300000 117,600000   | 28,5          | Gertrude Bonnin, właściwie Zitkala-Sa, lakotańska reformatorka społeczna                                             |
| Boulanger        | ♀ 26,6°S 99,2°E/-26,600000 99,200000   | 71,5          | Nadia Boulanger, francuska pianistka (1887–1979)                                                                     |
| Bourke-White     | ♀ 21,2°N 147,9°E/21,200000 147,900000  | 33,6          | Margaret Bourke-White, amerykańska dziennikarka (1904–1971)                                                          |
| Boyd             | ♀ 39,4°S 221,4°E/-39,400000 221,400000 | 22            | Louise Boyd, amerykańska badaczka (1887–1972)                                                                        |
| Boye             | ♀ 9,6°S 292,3°E/-9,600000 292,300000   | 28            | Karin Boye, szwedzka pisarka (1900–1941)                                                                             |
| Bradstreet       | ♀ 16,5°N 47,7°E/16,500000 47,700000    | 36            | Anne Bradstreet, amerykańska poetka (ok. 1612–1672)                                                                  |
| Bridgit          | ♀ 45,3°S 348,9°E/-45,300000 348,900000 | 10            | irlandzkie imię |
| Brooke           | ♀ 48,4°N 296,6°E/48,400000 296,600000  | 22,9          | Frances Brooke, kanadyjska powieściopisarka (1724–1789)                                                              |
| Browning         | ♀ 28,3°N 4,9°E/28,300000 4,900000      | 23,4          | Elizabeth Browning, brytyjska poetka (1806–1861)                                                                     |
| Bryce            | ♀ 62,5°S 197,0°E/-62,500000 197,000000 | 23,9          | Lucy Bryce, australijska pionierka medycyny (1897–1968)                                                              |
| Buck             | ♀ 5,7°S 349,6°E/-5,700000 349,600000   | 21,8          | Pearl S. Buck, amerykańska pisarka (1892–1973)                                                                       |
| Budevska         | ♀ 0,5°N 143,2°E/0,500000 143,200000    | 18            | Adriana Budewska, bułgarska aktorka (1878–1955)                                                                      |
| Bugoslavskaya    | ♀ 23,0°S 300,4°E/-23,000000 300,400000 | 29,9          | Ewgenia Bugoslawskaja, radziecka astronom (1899–1960)                                                                |
| C                |                                        |               | |
| Caccini          | ♀ 17,4°N 170,4°E/17,400000 170,400000  | 38,1          | Francesca Caccini, włoska kompozytorka (1587–1640)                                                                   |
| Caitlin          | ♀ 65,3°S 12,0°E/-65,300000 12,000000   | 14,7          | irlandzkie imię |
| Caiwenji         | ♀ 12,4°S 287,6°E/-12,400000 287,600000 | 22,6          | Cai Wenji, chińska malarka (907–960)                                                                                 |
| Caldwell         | ♀ 23,6°N 112,4°E/23,600000 112,400000  | 51            | Taylor Caldwell, amerykańska autorka (1900–1985)                                                                     |
| Callas           | ♀ 2,4°N 27,0°E/2,400000 27,000000      | 33,8          | Maria Callas, amerykańska śpiewaczka (1923–1977)                                                                     |
| Callirhoe        | ♀ 21,2°N 140,7°E/21,200000 140,700000  | 33,8          | Callirhoe, grecka rzeźbiarka (ok. 600 p.n.e.)                                                                        |
| Caroline         | ♀ 6,9°N 306,3°E/6,900000 306,300000    | 18            | francuskie imię |
| Carr             | ♀ 24,0°S 295,7°E/-24,000000 295,700000 | 31,9          | Emily Carr, kanadyjska artystka (1871–1945)                                                                          |
| Carreno          | ♀ 3,9°S 16,1°E/-3,900000 16,100000     | 57            | Teresa Carreño, wenezuelska pianistka (1853–1917)                                                                    |
| Carson           | ♀ 24,2°S 344,1°E/-24,200000 344,100000 | 38,8          | Rachel Carson, amerykańska biolog (1907–1964)                                                                        |
| Carter           | ♀ 5,3°N 67,3°E/5,300000 67,300000      | 17,5          | Maybelle Carter, amerykańska śpiewaczka (1909–1978)                                                                  |
| Castro           | ♀ 3,4°N 233,9°E/3,400000 233,900000    | 22,9          | Rosalía de Castro, galicyjska poetka (1837–1885)                                                                     |
| Cather           | ♀ 47,1°N 107,0°E/47,100000 107,000000  | 24,6          | Willa Cather, amerykańska powieściopisarka (1873–1947)                                                               |
| Centlivre        | ♀ 19,1°N 290,4°E/19,100000 290,400000  | 28,8          | Susannah Centlivre, angielska aktorka (ok. 1667–1723)                                                                |
| Chapelle         | ♀ 6,4°N 103,8°E/6,400000 103,800000    | 22            | Georgette Chapelle, amerykańska dziennikarka (1919–1965)                                                             |
| Chechek          | ♀ 2,6°S 272,3°E/-2,600000 272,300000   | 7,2           | tuwińskie imię |
| Chiyojo          | ♀ 47,8°S 95,7°E/-47,800000 95,700000   | 40,2          | Chiyojo, japońska poetka                                                                                             |
| Chloe            | ♀ 7,4°S 98,6°E/-7,400000 98,600000     | 18,6          | greckie imię |
| Cholpon          | ♀ 40°N 290°E/40,000000 290,000000      | 6,3           | kirgiskie imię |
| Christie         | ♀ 28,3°N 72,7°E/28,300000 72,700000    | 23,3          | Agatha Christie, angielska autorka (1890–1976)                                                                       |
| Chubado          | ♀ 45,3°N 5,6°E/45,300000 5,600000      | 7             | fulańskie imię |
| Clara            | ♀ 37,5°S 235,3°E/-37,500000 235,300000 | 3,2           | łacińskie imię |
| Clementina       | ♀ 35,9°N 208,6°E/35,900000 208,600000  | 4             | portugalska forma Clementine, francuskiego imienia,                                                                  |
| Cleopatra        | ♀ 65,8°N 7,1°E/65,800000 7,100000      | 105           | Kleopatra, egipska królowa (69–30 p.n.e.)                                                                            |
| Cline            | ♀ 21,8°S 317,1°E/-21,800000 317,100000 | 38            | Patsy Cline, amerykańska śpiewaczka (1932–1963)                                                                      |
| Clio             | ♀ 6,3°N 333,5°E/6,300000 333,500000    | 11,4          | greckie imię |
| Cochran          | ♀ 51,9°N 143,4°E/51,900000 143,400000  | 100           | Jacqueline Cochran, amerykańska pilotka (ok. 1906–1980)                                                              |
| Cohn             | ♀ 33,3°S 208,1°E/-33,300000 208,100000 | 18,3          | Carola Cohn, australijska artystka (1892–1964)                                                                       |
| Colleen          | ♀ 60,8°S 162,2°E/-60,800000 162,200000 | 13,5          | irlandzkie imię |
| Comnena          | ♀ 1,2°N 343,7°E/1,200000 343,700000    | 19,5          | Anna Komnena, bizajtyjska księżniczka i pisarka (1083, zm. po 1148)                                                  |
| Conway           | ♀ 48,3°N 39,0°E/48,300000 39,000000    | 49,3          | Lady Anne Finch Conway, angielska biolog (1631–1679)                                                                 |
| Cori             | ♀ 25,4°N 72,9°E/25,400000 72,900000    | 56,1          | Gerty Cori, czeska biochemiczka (1896–1957)                                                                          |
| Corinna          | ♀ 22,9°N 40,6°E/22,900000 40,600000    | 19,2          | Korynna z Tangary, grecka poetka (VI wiek p.n.e.)                                                                    |
| Corpman          | ♀ 0,3°N 151,8°E/0,300000 151,800000    | 46            | Elżbieta Koopman, polska astronom (1647–1693)                                                                        |
| Cortese          | ♀ 11,4°S 218,4°E/-11,400000 218,400000 | 27,7          | Isabella Cortese, włoska fizyczka (zm. 1561)                                                                         |
| Cotton           | ♀ 70,8°N 300,2°E/70,800000 300,200000  | 48,1          | Egenni Cotton, francuska fizyczka (1881–1967)                                                                        |
| Cunitz           | ♀ 14,5°N 350,9°E/14,500000 350,900000  | 48,6          | Maria Cunitz, polska astronom (1610–1664)                                                                            |
| Cynthia          | ♀ 16,7°S 347,5°E/-16,700000 347,500000 | 15,9          | greckie imię |
| D                |                                        |               | |
| d’Este           | ♀ 34,3°S 238,9°E/-34,300000 238,900000 | 21,6          | Isabella d’Este, włoska arystokratka (1474–1539)                                                                     |
| Dado             | ♀ 13,9°S 87,6°E/-13,900000 87,600000   | 11,2          | fulańskie imię |
| Dafina           | ♀ 28,6°N 244,1°E/28,600000 244,100000  | 5,5           | albańskie imię |
| Danilova         | ♀ 26,4°S 337,2°E/-26,400000 337,200000 | 48,8          | Aleksandra Daniłowa, rosyjska baletnica (ur. 1793)                                                                   |
| Danute           | ♀ 63,5°S 56,5°E/-63,500000 56,500000   | 12,3          | litewskie imię |
| Daphne           | ♀ 41,3°N 280,4°E/41,300000 280,400000  | 15,5          | greckie imię |
| Darline          | ♀ 19,3°S 232,6°E/-19,300000 232,600000 | 13            | anglo-saksońskie imię                                                                                                |
| Dashkova         | ♀ 78,2°N 306,5°E/78,200000 306,500000  | 45,1          | Katarzyna Woroncowa-Daszkowa, rosyjska filolog (1743–1810)                                                           |
| Datsolalee       | ♀ 38,3°N 171,8°E/38,300000 171,800000  | 17,5          | Datsolalee, artystka Indian Washoe (1835–1925)                                                                       |
| de Ayala         | ♀ 12,4°N 31,9°E/12,400000 31,900000    | 19            | Josefa de Ayala, hiszpańska malarka (1630–1684)                                                                      |
| de Beausoleil    | ♀ 5,0°S 102,8°E/-5,000000 102,800000   | 28,2          | Martine de Beausoleil, francuska badacz ziemi (XVII wiek)                                                            |
| de Beauvoir      | ♀ 2,0°N 96,1°E/2,000000 96,100000      | 52,5          | Simone de Beauvoir, francuska pisarka (1908–1986)                                                                    |
| de Lalande       | ♀ 20,5°N 355,0°E/20,500000 355,000000  | 21,3          | Marie-Jeanne de Lalande, francuska astronom (1768–1832)                                                              |
| de Staël         | ♀ 37,4°N 324,3°E/37,400000 324,300000  | 25            | Anne de Staël, francuska pisarka (1766–1817)                                                                         |
| De Witt          | ♀ 6,5°S 275,6°E/-6,500000 275,600000   | 20,7          | Lydia De Witt, amerykańska patolog (1859–1928)                                                                       |
| Deborah          | ♀ 37,3°S 10,6°E/-37,300000 10,600000   | 9,7           | hebrajskie imię |
| Defa             | ♀ 32,2°N 11,3°E/32,200000 11,300000    | 8,5           | fulańskie imię |
| Degu             | ♀ 27,3°N 289,9°E/27,300000 289,900000  | 5,5           | imię w języku ludu Adygan                                                                                            |
| Deken            | ♀ 47,1°N 288,5°E/47,100000 288,500000  | 48            | Agatha Deken, holenderska powieściopisarka (1741–1804)                                                               |
| Deledda          | ♀ 76,0°N 127,5°E/76,000000 127,500000  | 32            | Grazia Deledda, włoska powieściopisarka (1871–1936)                                                                  |
| Delilah          | ♀ 57,9°S 250,2°E/-57,900000 250,200000 | 18,5          | hebrajskie imię |
| Deloria          | ♀ 32,0°S 97,1°E/-32,000000 97,100000   | 31,9          | Ella Deloria, dakocka antropolog (1889–1971)                                                                         |
| Dena             | ♀ 20,7°S 338,7°E/-20,700000 338,700000 | 2,4           | litewskie imię |
| Denise           | ♀ 14,4°S 94,7°E/-14,400000 94,700000   | 2             | greckie imię |
| Devorah          | ♀ 22,5°S 343,4°E/-22,500000 343,400000 | 4,8           | hebrajskie imię |
| Devorguilla      | ♀ 15,3°N 4,0°E/15,300000 4,000000      | 22,9          | Devorguilla, irlandzka bohaterka (zm. 1193)                                                                          |
| Dheepa           | ♀ 21,6°S 176,3°E/-21,600000 176,300000 | 4,7           | hinduskie imię |
| Dickinson        | ♀ 74,6°N 177,2°E/74,600000 177,200000  | 67,5          | Emily Dickinson, amerykańska poetka (1830–1886)                                                                      |
| Dinah            | ♀ 62,9°S 37,1°E/-62,900000 37,100000   | 15,6          | hebrajskie imię |
| Dix              | ♀ 37°S 329°E/-37,000000 329,000000     | 63,3          | Dorothea Dix, amerykańska aktywistka społeczna (1802–1887)                                                           |
| Dolores          | ♀ 51,4°N 201,6°E/51,400000 201,600000  | 12,6          | hiszpańskie imię |
| Domnika          | ♀ 18,4°N 294,3°E/18,400000 294,300000  | 6,7           | mołdawskie imię |
| Doris            | ♀ 2,3°N 90,0°E/2,300000 90,000000      | 14,5          | greckie imię |
| Dorothy          | ♀ 35,4°S 11,3°E/-35,400000 11,300000   | 8,4           | greckie imię |
| du Chatelet      | ♀ 21,5°N 165,0°E/21,500000 165,000000  | 18,5          | Émilie du Châtelet, francuska matematyczka i fizyczka (1706–1749)                                                    |
| Duncan           | ♀ 68,1°N 291,7°E/68,100000 291,700000  | 40,3          | Isadora Duncan, amerykańska tancerka (1878–1927)                                                                     |
| Dunghe           | ♀ 56,2°S 295,3°E/-56,200000 295,300000 | 5,5           | kałmuckie imię |
| Durant           | ♀ 62,3°S 227,7°E/-62,300000 227,700000 | 21,1          | Ariel Durant, amerykańska pisarka (1898–1981)                                                                        |
| Duse             | ♀ 82,5°S 358,0°E/-82,500000 358,000000 | 30,4          | Eleonora Duse, włoska aktorka (1858–1924)                                                                            |
| Dyasya           | ♀ 5,1°N 297,6°E/5,100000 297,600000    | 7,8           | nganasańskie imię (Samojedzi)                                                                                        |
| E                |                                        |               | |
| Edgeworth        | ♀ 32,2°N 22,8°E/32,200000 22,800000    | 29            | Maria Edgeworth, irlandzka pisarka (1767–1849)                                                                       |
| Edinger          | ♀ 68,8°S 208,5°E/-68,800000 208,500000 | 33,3          | Tilly Edinger, amerykańska paleontolog (1897–1967)                                                                   |
| Efimova          | ♀ 81°N 223°E/81,000000 223,000000      | 26,5          | Nina Simonowicz-Efimova, radziecka malarka (1877–1948)                                                               |
| Eila             | ♀ 75,0°S 94,6°E/-75,000000 94,600000   | 9,5           | fińskie imię |
| Eileen           | ♀ 22,8°S 232,7°E/-22,800000 232,700000 | 16,1          | irlandzkie imię |
| Eini             | ♀ 41,6°S 96,4°E/-41,600000 96,400000   | 5,9           | fińskie imię |
| Elena            | ♀ 18,3°S 73,4°E/-18,300000 73,400000   | 17,6          | włoskie imię |
| Elenora          | ♀ 47,1°N 6,9°E/47,100000 6,900000      | 4,5           | niemieckie imię |
| Elizabeth        | ♀ 59,1°N 215,4°E/59,100000 215,400000  | 10,5          | hebrajskie imię |
| Ellen            | ♀ 22,8°S 281,3°E/-22,800000 281,300000 | 14,6          | niemieckie imię |
| Elma             | ♀ 10,1°S 91,1°E/-10,100000 91,100000   | 10,2          | fińskie imię |
| Elza             | ♀ 34,4°S 275,9°E/-34,400000 275,900000 | 18            | łotewskie imię |
| Emilia           | ♀ 26,5°S 88,2°E/-26,500000 88,200000   | 12,5          | szwedzkie imię |
| Emma             | ♀ 13,7°S 302,3°E/-13,700000 302,300000 | 11,8          | niemieckie imię |
| Enid             | ♀ 16,4°N 352,1°E/16,400000 352,100000  | 9,2           | celtyckie imię |
| Erika            | ♀ 72,0°N 175,4°E/72,000000 175,400000  | 10,5          | węgierskie i niemieckie imię                                                                                         |
| Erin             | ♀ 47,0°S 184,8°E/-47,000000 184,800000 | 13,6          | irlandzkie imię |
| Erinna           | ♀ 78,0°S 309,1°E/-78,000000 309,100000 | 33,8          | Erinna z Telos (IV wiek p.n.e.)                                                                                      |
| Erkeley          | ♀ 43,9°N 103,3°E/43,900000 103,300000  | 8             | ałtajskie imię |
| Ermolova         | ♀ 60,3°N 154,4°E/60,300000 154,400000  | 60,9          | Maria Ermołowa, rosyjska aktorka (1853–1928)                                                                         |
| Erxleben         | ♀ 50,9°S 39,4°E/-50,900000 39,400000   | 31,6          | Dorothea Erxleben, pierwsza kobieta doktor medycyny w Niemczech (1715–1762)                                          |
| Escoda           | ♀ 18,2°N 149,5°E/18,200000 149,500000  | 19,6          | Josefa Llanes Escoda, filipińska organizatorka dziewczęcego harcerstwa (1898–1945)                                   |
| Esmeralda        | ♀ 64,4°N 104,5°E/64,400000 104,500000  | 9,8           | cygańskie imię |
| Estelle          | ♀ 1,1°N 93,7°E/1,100000 93,700000      | 18,8          | łacińskie imię |
| Esterica         | ♀ 36,8°N 3,6°E/36,800000 3,600000      | 3,6           | rumuńskie imię |
| Esther           | ♀ 19,4°N 21,8°E/19,400000 21,800000    | 17,6          | perskie imię |
| Eudocia          | ♀ 59,1°S 202,0°E/-59,100000 202,000000 | 27,5          | Atena Eudokia, żona cesarza Teodozjusza II (zm. 460)                                                                 |
| Eugenia          | ♀ 80,6°N 105,4°E/80,600000 105,400000  | 6             | greckie imię |
| Evangeline       | ♀ 69,6°N 221,9°E/69,600000 221,900000  | 16            | greckie imię |
| Evelyn           | ♀ 61,2°S 212,3°E/-61,200000 212,300000 | 18            | celtyckie imię |
| Evika            | ♀ 5,1°S 31,4°E/-5,100000 31,400000     | 20,3          | tatarskie imię |
| Ezraela          | ♀ 57,0°N 186,8°E/57,000000 186,800000  | 7,8           | hebrajskie imię |
| F                |                                        |               | |
| Faiga            | ♀ 4,9°N 170,9°E/4,900000 170,900000    | 9,6           | anglo-saksońskie imię                                                                                                |
| Faina            | ♀ 71,1°N 100,7°E/71,100000 100,700000  | 10            | tureckie imię |
| Farida           | ♀ 4,8°N 39,0°E/4,800000 39,000000      | 18            | muzułmańskie imię pochodzenia arabskiego                                                                             |
| Fatima           | ♀ 17,8°S 31,9°E/-17,800000 31,900000   | 14,5          | arabskie imię |
| Faufau           | ♀ 18,8°N 8,3°E/18,800000 8,300000      | 7,8           | polinezyjskie imię                                                                                                   |
| Fava             | ♀ 0,7°S 87,4°E/-0,700000 87,400000     | 9,7           | imię w języku ludu Dunghan (Kirgistan)                                                                               |
| Fazu             | ♀ 32,4°N 106,0°E/32,400000 106,000000  | 6,1           | awarskie imię (Dagestan)                                                                                             |
| Fedorets         | ♀ 59,7°N 65,6°E/59,700000 65,600000    | 57,6          | Walentina Fedorets, radziecka astronom (1923–1976)                                                                   |
| Felicia          | ♀ 19,8°S 226,5°E/-19,800000 226,500000 | 11,5          | łacińskie imię |
| Ferber           | ♀ 26,4°N 12,9°E/26,400000 12,900000    | 23,1          | Edna Ferber, amerykańska autorka (1887–1968)                                                                         |
| Fernandez        | ♀ 76,2°N 17,2°E/76,200000 17,200000    | 23,7          | M. A. Fernandez, hiszpańska aktorka (XVIII wiek)                                                                     |
| Ferrier          | ♀ 15,7°N 111,3°E/15,700000 111,300000  | 29,1          | Kathleen Ferrier, brytyjska śpiewaczka (1912–1953)                                                                   |
| Feruk            | ♀ 64,0°S 107,6°E/-64,000000 107,600000 | 8,3           | niwchijskie imię (Sachalin)                                                                                          |
| Festa            | ♀ 11,5°N 27,2°E/11,500000 27,200000    | 35,3          | Festa, włoska malarka                                                                                                |
| Fiona            | ♀ 5,0°N 166,6°E/5,000000 166,600000    | 3,5           | celtyckie imię |
| Firuza           | ♀ 51,8°N 108,0°E/51,800000 108,000000  | 6             | perskie imię |
| Flagstad         | ♀ 54,3°S 18,9°E/-54,300000 18,900000   | 39,2          | Kirsten Flagstad, norweska śpiewaczka operowa (1895–1962)                                                            |
| Florence         | ♀ 15,2°S 85,0°E/-15,200000 85,000000   | 10,5          | angielskie imię |
| Flutra           | ♀ 68,4°S 112,0°E/-68,400000 112,000000 | 6             | albańskie imię |
| Fossey           | ♀ 2,0°N 188,7°E/2,000000 188,700000    | 30,4          | Dian Fossey, amerykańska prymatolog (1932–1985)                                                                      |
| Fouquet          | ♀ 15,1°S 203,5°E/-15,100000 203,500000 | 47,8          | Marie Fouquet, francuska pisarka medyczna, wolontariuszka (XVII wiek)                                                |
| Francesca        | ♀ 28,0°S 57,7°E/-28,000000 57,700000   | 17            | włoskie imię |
| Frank            | ♀ 13,1°S 12,9°E/-13,100000 12,900000   | 22,7          | Anne Frank, żydowska dziewczyna (1929–1945)                                                                          |
| Fredegonde       | ♀ 50,5°S 93,3°E/-50,500000 93,300000   | 25,2          | Fredegunda, frankijska królowa (zm. 597 n.e.)                                                                        |
| Frida            | ♀ 68,2°N 55,6°E/68,200000 55,600000    | 21,6          | szwedzkie imię |
| Frosya           | ♀ 29,5°N 113,4°E/29,500000 113,400000  | 9,8           | rosyjskie imię |
| Fukiko           | ♀ 23,1°S 105,8°E/-23,100000 105,800000 | 13,9          | japońskie imię |
| G                |                                        |               | |
| Gabriela         | ♀ 17,8°S 240,4°E/-17,800000 240,400000 | 17,5          | hebrajskie imię |
| Gahano           | ♀ 80,2°S 77,4°E/-80,200000 77,400000   | 4,5           | imię w j. Indian Seneków                                                                                             |
| Gail             | ♀ 16,1°S 97,5°E/-16,100000 97,500000   | 10            | hebrajskie imię |
| Galina           | ♀ 47,6°N 307,1°E/47,600000 307,100000  | 16,8          | bułgarskie imię |
| Galindo          | ♀ 23,3°S 258,8°E/-23,300000 258,800000 | 23,8          | Beatrix Galindo, włoska fizyczka, (1473–1535)                                                                        |
| Gautier          | ♀ 26,3°N 42,8°E/26,300000 42,800000    | 59,3          | Judith Gautier, francuska powieściopisarka (1845–1917)                                                               |
| Gaze             | ♀ 17,9°N 240,2°E/17,900000 240,200000  | 33,3          | Wiera Gaze, radziecka astronom (1899–1954)                                                                           |
| Gentileschi      | ♀ 45,2°N 260,6°E/45,200000 260,600000  | 20,5          | Artemisia Gentileschi, włoska malarka (1593–1652)                                                                    |
| Georgina         | ♀ 20,4°S 58,8°E/-20,400000 58,800000   | 5,9           | greckie imię |
| Germain          | ♀ 37,9°S 63,7°E/-37,900000 63,700000   | 35,5          | Sophie Germain, francuska matematyczka (1776–1831)                                                                   |
| Giliani          | ♀ 72,9°S 142,1°E/-72,900000 142,100000 | 19,9          | Alessandra Giliani, włoska anatom (1307–1326)                                                                        |
| Gillian          | ♀ 15,2°S 50,1°E/-15,200000 50,100000   | 14,7          | łacińskie imię |
| Gilmore          | ♀ 6,7°S 132,8°E/-6,700000 132,800000   | 21,3          | Mary Gilmore, australijska poetka (1865–1962)                                                                        |
| Gina             | ♀ 78,1°N 76,5°E/78,100000 76,500000    | 14,6          | włoskie imię |
| Giselle          | ♀ 11,8°S 298,0°E/-11,800000 298,000000 | 10,4          | francuskie imię |
| Glaspell         | ♀ 58,4°S 269,6°E/-58,400000 269,600000 | 26,3          | Susan Glaspell, amerykańska powieściopisarka (ok. 1876–1948)                                                         |
| Gloria           | ♀ 68,5°N 94,2°E/68,500000 94,200000    | 20,7          | portugalskie imię |
| Godiva           | ♀ 56,1°S 251,6°E/-56,100000 251,600000 | 30,7          | Lady Godiva, mercjańska szanowana kobieta (ok. 1040–1085)                                                            |
| Goeppert-Mayer   | ♀ 59,7°N 26,8°E/59,700000 26,800000    | 33,5          | Maria Göppert-Mayer, amerykańska fizyczka (1906–1972)                                                                |
| Golubkina        | ♀ 60,3°N 286,5°E/60,300000 286,500000  | 28,4          | Anna Gołubkina, radziecka rzeźbiarka (1864–1927)                                                                     |
| Goncharova       | ♀ 63,0°S 97,7°E/-63,000000 97,700000   | 30,3          | Natalia Gonczarowa, rosyjska malarka (1881–1962)                                                                     |
| Grace            | ♀ 13,8°S 268,9°E/-13,800000 268,900000 | 19            | greckie imię |
| Gražina          | ♀ 72,4°N 337,5°E/72,400000 337,500000  | 16,5          | litewskie imię |
| Greenaway        | ♀ 22,9°N 145,1°E/22,900000 145,100000  | 93            | Kate Greenaway, angielska autorka (1846–1901)                                                                        |
| Gregory          | ♀ 7,1°N 95,8°E/7,100000 95,800000      | 18            | Isabella Augusta Gregory, irlandzka dramatopisarka (1852–1932)                                                       |
| Gretchen         | ♀ 59,7°S 212,3°E/-59,700000 212,300000 | 20,8          | niemieckie imię |
| Grey             | ♀ 52,4°S 329,4°E/-52,400000 329,400000 | 50            | Jane Grey, królowa Anglii (1537–1554)                                                                                |
| Grimke           | ♀ 17,2°N 215,3°E/17,200000 215,300000  | 34,8          | Sarah Grimké, amerykańska sufrażystka i abolicjonistka (1792–1873)                                                   |
| Guan Daosheng    | ♀ 61,1°S 181,8°E/-61,100000 181,800000 | 43,6          | Guan Daosheng, chińska malarka, (1262–1319)                                                                          |
| Gudrun           | ♀ 10,6°N 326,4°E/10,600000 326,400000  | 13,3          | nordyckie imię |
| Guilbert         | ♀ 58,0°S 13,6°E/-58,000000 13,600000   | 25,5          | Yvette Guilbert, francuska śpiewaczka (1865–1944)                                                                    |
| Gulchatay        | ♀ 20,5°N 295,5°E/20,500000 295,500000  | 9             | arabskie imię |
| Gulnara          | ♀ 23,7°S 174,0°E/-23,700000 174,000000 | 5             | perskie imię |
| Guzel            | ♀ 57,6°S 298,7°E/-57,600000 298,700000 | 7,3           | tureckie imię |
| Gwynn            | ♀ 9,7°N 37,2°E/9,700000 37,200000      | 32            | Nell Gwyn, angielska aktorka, kurtyzana (1650–1687)                                                                  |
| H                |                                        |               | |
| Hadisha          | ♀ 39,0°S 97,2°E/-39,000000 97,200000   | 8,9           | kazachskie imię |
| Halima           | ♀ 28,5°N 14,6°E/28,500000 14,600000    | 8,9           | imię w j. hausa |
| Halle            | ♀ 19,8°S 145,5°E/-19,800000 145,500000 | 21,5          | Wilhelmina Halle, austriacka skrzypaczka (1839–1911)                                                                 |
| Hamuda           | ♀ 62,9°N 2,5°E/62,900000 2,500000      | 15,8          | hebrajskie imię |
| Hanka            | ♀ 27,3°S 114,3°E/-27,300000 114,300000 | 5             | czeskie imię |
| Hannah           | ♀ 17,9°N 102,6°E/17,900000 102,600000  | 19,8          | hebrajskie imię |
| Hansberry        | ♀ 22,7°S 324,1°E/-22,700000 324,100000 | 26,6          | Lorraine Hansberry, amerykańska dramaturg (1930–1965)                                                                |
| Hapei            | ♀ 66,1°N 178,0°E/66,100000 178,000000  | 4,2           | szejeńskie imię (Oklahoma)                                                                                           |
| Hayashi          | ♀ 53,8°N 243,9°E/53,800000 243,900000  | 43,1          | Fumiko Hayashi, japońska pisarka (1903–1951)                                                                         |
| Heather          | ♀ 6,8°S 334,1°E/-6,800000 334,100000   | 11,5          | angielskie imię |
| Heidi            | ♀ 23,6°N 350,1°E/23,600000 350,100000  | 15,2          | imię pochodzące od Hester,                                                                                           |
| Helga            | ♀ 10,4°S 116,7°E/-10,400000 116,700000 | 8,8           | norweskie imię |
| Hellman          | ♀ 4,7°N 356,3°E/4,700000 356,300000    | 34,7          | Lillian Hellman, amerykańska autorka (1905–1984)                                                                     |
| Heloise          | ♀ 40,0°N 51,9°E/40,000000 51,900000    | 38            | Heloise, francuska fizyczka (1098–1164)                                                                              |
| Helvi            | ♀ 12,4°N 82,7°E/12,400000 82,700000    | 12,2          | estońskie imię |
| Henie            | ♀ 51,9°S 146,0°E/-51,900000 146,000000 | 70,4          | Sonja Henie, norweska łyżwiarka (1912–1969)                                                                          |
| Hepworth         | ♀ 5,1°N 94,7°E/5,100000 94,700000      | 62,6          | Barbara Hepworth, angielska rzeźbiarka (1903–1975)                                                                   |
| Higgins          | ♀ 8,1°N 241,3°E/8,100000 241,300000    | 40            | Marguerite Higgins, amerykańska dziennikarka (1920–1966)                                                             |
| Hilkka           | ♀ 69°S 72°E/-69,000000 72,000000       | 10,3          | fińskie imię |
| Himiko           | ♀ 19,0°N 124,3°E/19,000000 124,300000  | 36,6          | Himiko, japońska królowa (III wiek n.e.)                                                                             |
| Hiriata          | ♀ 15,3°N 23,5°E/15,300000 23,500000    | 5             | polinezyjskie imię                                                                                                   |
| Hiromi           | ♀ 35,2°N 287,3°E/35,200000 287,300000  | 6             | japońskie imię |
| Holiday          | ♀ 46,7°S 12,8°E/-46,700000 12,800000   | 27,7          | Billie Holiday, amerykańska śpiewaczka (1915–1959)                                                                   |
| Horner           | ♀ 23,4°N 97,7°E/23,400000 97,700000    | 25,2          | Mary Horner, angielska geolog (XIX wiek)                                                                             |
| Howe             | ♀ 45,7°S 174,8°E/-45,700000 174,800000 | 38,6          | Julia Howe, amerykańska poetka (1819–1910)                                                                           |
| Hsueh T'ao       | ♀ 52,6°S 13,8°E/-52,600000 13,800000   | 21            | Xue Tao, chińska poetka i artystka (ok. 760 n.e.)                                                                    |
| Hua Mulan        | ♀ 86,8°N 337,7°E/86,800000 337,700000  | 24            | Hua Mulan, chińska wojowniczka (ok. 590 n.e.)                                                                        |
| Huang Daopo      | ♀ 54,2°S 165,3°E/-54,200000 165,300000 | 29,1          | Huang Daopo, chińska inżynier                                                                                        |
| Huarei           | ♀ 15,0°N 32,3°E/15,000000 32,300000    | 8,5           | polinezyjskie imię                                                                                                   |
| Hull             | ♀ 59,4°N 263,6°E/59,400000 263,600000  | 47,3          | Peggy Hull, amerykańska korespondentka wojenna (1889–1967)                                                           |
| Hurston          | ♀ 77,6°S 94,7°E/-77,600000 94,700000   | 52,4          | Zora Neale Hurston, amerykańska pisarka, antropolog (1891–1960)                                                      |
| Hwangcini        | ♀ 6,3°N 141,8°E/6,300000 141,800000    | 30,2          | Hwangcini, koreańska poetka (XVI wiek)                                                                               |
| I                |                                        |               | |
| Icheko           | ♀ 6,6°N 97,9°E/6,600000 97,900000      | 5,9           | ewenkijskie imię (tunguskie)                                                                                         |
| Ichikawa         | ♀ 61,6°S 156,3°E/-61,600000 156,300000 | 31,4          | Fusaye Ichikawa, japońska feministka (1893–1981)                                                                     |
| Ilga             | ♀ 12,4°S 307,3°E/-12,400000 307,300000 | 10,8          | łotewskie imię |
| Imagmi           | ♀ 48,4°S 100,7°E/-48,400000 100,700000 | 7,6           | eskimoskie imię (Czukotka)                                                                                           |
| Indira           | ♀ 64,1°N 289,8°E/64,100000 289,800000  | 16,6          | imię w j. hindi |
| Ines             | ♀ 67,1°S 241,9°E/-67,100000 241,900000 | 11,2          | galicyjsko-portugalska oraz hiszpańska wersja imienia Agnes,                                                         |
| Inga             | ♀ 38,1°N 226,6°E/38,100000 226,600000  | 10            | duńskie imię |
| Ingrid           | ♀ 12,4°S 308,9°E/-12,400000 308,900000 | 11,5          | skandynawskie imię                                                                                                   |
| Inira            | ♀ 43,1°S 239,4°E/-43,100000 239,400000 | 16,5          | eskimoskie imię |
| Inkeri           | ♀ 28,3°S 223,9°E/-28,300000 223,900000 | 10,1          | fińskie imię |
| Iondra           | ♀ 10,5°N 286,5°E/10,500000 286,500000  | 7,9           | imię w j. selkupskim (Samojedzi)                                                                                     |
| Iraida           | ♀ 27,8°N 108,1°E/27,800000 108,100000  | 6,5           | greckie imię |
| Irene            | ♀ 49,8°N 134,0°E/49,800000 134,000000  | 13,6          | greckie imię |
| Irina            | ♀ 35,0°N 91,2°E/35,000000 91,200000    | 15,2          | rosyjskie imię |
| Irinuca          | ♀ 51,4°N 121,9°E/51,400000 121,900000  | 8             | rumuńskie imię |
| Irma             | ♀ 50,9°S 122,0°E/-50,900000 122,000000 | 9,5           | fińskie imię |
| Isabella         | ♀ 29,8°S 204,2°E/-29,800000 204,200000 | 175           | Izabela Kastylijska, hiszpańska królowa (1451–1504)                                                                  |
| Isako            | ♀ 9°S 278°E/-9,000000 278,000000       | 13,5          | japońskie imię |
| Isolde           | ♀ 74,5°S 211,9°E/-74,500000 211,900000 | 11,9          | angielskie imię |
| Istadoy          | ♀ 51,8°S 132,6°E/-51,800000 132,600000 | 5,4           | perskie imię (Tadżykistan)                                                                                           |
| Ivka             | ♀ 68,2°N 303,8°E/68,200000 303,800000  | 14,9          | serbsko-chorwackie imię                                                                                              |
| Ivne             | ♀ 27,0°S 132,8°E/-27,000000 132,800000 | 9             | koriackie imię (Kamczatka)                                                                                           |
| Izakay           | ♀ 12,3°S 210,8°E/-12,300000 210,800000 | 10,2          | maryjskie imię |
| Izudyr           | ♀ 53,9°S 135,2°E/-53,900000 135,200000 | 6,6           | maryjskie imię (Wołga Finn)                                                                                          |
| J                |                                        |               | |
| Jaantje          | ♀ 46,5°N 123,0°E/46,500000 123,000000  | 7,8           | holenderskie imię |
| Jacqueline       | ♀ 70,1°S 123,6°E/-70,100000 123,600000 | 16,5          | francuskie imię |
| Jadwiga          | ♀ 68,4°N 91,0°E/68,400000 91,000000    | 12,7          | polskie imię |
| Jalgurik         | ♀ 42,3°S 125,1°E/-42,300000 125,100000 | 7,5           | ewenkijskie imię (tunguskie)                                                                                         |
| Jamila           | ♀ 45,8°N 134,8°E/45,800000 134,800000  | 7,9           | arabskie imię |
| Jane             | ♀ 60,5°S 304,8°E/-60,500000 304,800000 | 10,2          | hebrajskie imię |
| Janice           | ♀ 87,3°N 261,9°E/87,300000 261,900000  | 10            | angielskie imię |
| Janina           | ♀ 2,0°S 135,7°E/-2,000000 135,700000   | 9,3           | polskie imię |
| Janyl            | ♀ 28,0°S 138,8°E/-28,000000 138,800000 | 5,6           | kirgiskie imię |
| Jasmin           | ♀ 15,6°N 61,6°E/15,600000 61,600000    | 15,1          | perskie imię |
| Jeanne           | ♀ 40,1°N 331,5°E/40,100000 331,500000  | 19,4          | francuskie imię |
| Jennifer         | ♀ 4,6°S 99,8°E/-4,600000 99,800000     | 9,6           | greckie imię |
| Jerusha          | ♀ 22,0°S 342,7°E/-22,000000 342,700000 | 17,2          | hebrajskie imię |
| Jex-Blake        | ♀ 65,4°N 169,3°E/65,400000 169,300000  | 31,6          | Sophia Jex-Blake, brytyjska lekarka (1840–1912)                                                                      |
| Jhirad           | ♀ 16,8°S 105,6°E/-16,800000 105,600000 | 50,2          | Jerusha Jhirad, indyjska fizyczka                                                                                    |
| Jitka            | ♀ 61,9°S 70,9°E/-61,900000 70,900000   | 13            | słowackie imię |
| Jocelyn          | ♀ 33,2°S 276,4°E/-33,200000 276,400000 | 14            | niemieckie imię |
| Jodi             | ♀ 35,7°S 68,7°E/-35,700000 68,700000   | 10,2          | angielskie imię |
| Johanna          | ♀ 19,5°N 247,3°E/19,500000 247,300000  | 15,1          | hebrajskie imię |
| Johnson          | ♀ 51,8°N 254,6°E/51,800000 254,600000  | 24,5          | Amy Johnson, australijska pilotka (1903–1941)                                                                        |
| Joliot-Curie     | ♀ 1,6°S 62,4°E/-1,600000 62,400000     | 91,1          | Irène Joliot-Curie, francuska fizyczka, laureat nagrody Nobla (1897–1956)                                            |
| Joshee           | ♀ 5,5°N 288,7°E/5,500000 288,700000    | 37            | Anandibai Joshee, indyjska pionierka fizyki (1865–1887)                                                              |
| Juanita          | ♀ 62,8°S 90,0°E/-62,800000 90,000000   | 19,3          | hiszpańskie imię |
| Judith           | ♀ 29,1°S 104,5°E/-29,100000 104,500000 | 16,6          | hebrajskie imię |
| Julie            | ♀ 51,0°N 242,6°E/51,000000 242,600000  | 13,5          | czeskie i niemieckie imię                                                                                            |
| Jumaisat         | ♀ 15,1°S 135,6°E/-15,100000 135,600000 | 7,5           | kumyckie imię (Dagestan)                                                                                             |
| Jutta            | ♀ 0,0°N 142,6°E/0,000000 142,600000    | 7             | fińskie imię |
| K                |                                        |               | |
| Kafutchi         | ♀ 26,7°N 16,4°E/26,700000 16,400000    | 7,1           | imię w j. bantu |
| Kahlo            | ♀ 59,9°S 178,9°E/-59,900000 178,900000 | 35,6          | Frida Kahlo, meksykańska artystka (1910–1954)                                                                        |
| Kaikilani        | ♀ 32,8°S 163,2°E/-32,800000 163,200000 | 19,9          | Kaikilani, pierwsza kobieta władająca na Hawajach (ok. 1555)                                                         |
| Kaisa            | ♀ 13,5°N 293,3°E/13,500000 293,300000  | 12            | fińskie imię |
| Kala             | ♀ 1,5°N 314,4°E/1,500000 314,400000    | 17,4          | koriackie imię (Kamczatka)                                                                                           |
| Kalombo          | ♀ 30,5°S 34,0°E/-30,500000 34,000000   | 9,6           | imię w j. bantu |
| Kanik            | ♀ 32,5°S 249,9°E/-32,500000 249,900000 | 16,5          | imię używane na Sachalinie                                                                                           |
| Karen            | ♀ 12,4°S 17,7°E/-12,400000 17,700000   | 10,5          | greckie imię |
| Karo             | ♀ 21,9°N 37,2°E/21,900000 37,200000    | 7             | maoryskie imię |
| Kartini          | ♀ 57,8°N 333,0°E/57,800000 333,000000  | 23,4          | Raden Ayu Kartini, jawajska pedagog (1879–1904)                                                                      |
| Kastusha         | ♀ 28,6°S 59,9°E/-28,600000 59,900000   | 13            | mordowińskie imię |
| Katrya           | ♀ 29,5°S 108,7°E/-29,500000 108,700000 | 9,2           | ukraińskie imię |
| Katya            | ♀ 57,8°N 285,7°E/57,800000 285,700000  | 10,5          | rosyjskie imię |
| Kauffman         | ♀ 49,4°N 27,1°E/49,400000 27,100000    | 25,5          | Angelika Kauffmann, szwajcarska malarka (1741–1807)                                                                  |
| Kavtora          | ♀ 59,0°N 23,3°E/59,000000 23,300000    | 9,8           | afgańskie imię |
| Kelea            | ♀ 8,9°N 25,6°E/8,900000 25,600000      | 24,5          | Kelea, przywódczyni na Maui (ok. 1450)                                                                               |
| Kelila           | ♀ 52,6°N 191,8°E/52,600000 191,800000  | 5             | hebrajskie imię |
| Kelly            | ♀ 4,8°S 359,2°E/-4,800000 359,200000   | 11,2          | galijskie imię |
| Kemble           | ♀ 47,7°N 14,9°E/47,700000 14,900000    | 23,6          | Fanny Kemble, angielska aktorka (1809–1893)                                                                          |
| Kenny            | ♀ 44,4°S 271,1°E/-44,400000 271,100000 | 52,7          | Elizabeth Kenny, austalijska pielęgniarka (1886–1952)                                                                |
| Ketzia           | ♀ 3,9°N 300,5°E/3,900000 300,500000    | 14,6          | hebrajskie imię |
| Khadako          | ♀ 54,2°N 139,3°E/54,200000 139,300000  | 7,4           | nienieckie imię (Samojedzi)                                                                                          |
| Khafiza          | ♀ 6,0°N 299,2°E/6,000000 299,200000    | 7             | arabskie imię |
| Khatun           | ♀ 40,3°N 87,2°E/40,300000 87,200000    | 44,1          | Mihri Hatun, turecka poetka (1456–1514)                                                                              |
| Khelifa          | ♀ 1,5°S 129,9°E/-1,500000 129,900000   | 10,8          | arabskie imię |
| Kimitonga        | ♀ 25,1°S 48,3°E/-25,100000 48,300000   | 5             | polinezyjskie imię                                                                                                   |
| Kingsley         | ♀ 22,6°S 306,4°E/-22,600000 306,400000 | 26,6          | Mary Kingsley, angielska badaczka, pisarka (1862–1900)                                                               |
| Kiris            | ♀ 20,9°N 98,8°E/20,900000 98,800000    | 13,3          | łotewskie imię |
| Kitna            | ♀ 28,9°S 277,3°E/-28,900000 277,300000 | 15,3          | imię używane na Kamczatce                                                                                            |
| Klafsky          | ♀ 20,7°S 188,1°E/-20,700000 188,100000 | 25,5          | Katherina Klafsky, węgierska śpiewaczka operowa (1855–1896)                                                          |
| Klenova          | ♀ 78,1°N 104,5°E/78,100000 104,500000  | 141           | Maria Klenova, radziecka geolog morski (ok. 1910–1978)                                                               |
| Kodu             | ♀ 0,9°N 338,7°E/0,900000 338,700000    | 10,5          | imię w j. wolof (Senegal)                                                                                            |
| Koidula          | ♀ 64,2°N 139,6°E/64,200000 139,600000  | 67            | Lydia Koidula, estońska poetka (1843–1886)                                                                           |
| Koinyt           | ♀ 30,9°S 293,2°E/-30,900000 293,200000 | 11,7          | niwchijskie imię (Syberia)                                                                                           |
| Kollado          | ♀ 61,0°S 53,4°E/-61,000000 53,400000   | 5,5           | fulańskie imię |
| Kollwitz         | ♀ 25,2°N 133,6°E/25,200000 133,600000  | 29,1          | Käthe Kollwitz, niemiecka artystka (1867–1945)                                                                       |
| Konopnicka       | ♀ 14,5°N 166,6°E/14,500000 166,600000  | 20,1          | Maria Konopnicka polska poetka (1842–1910)                                                                           |
| Kosi             | ♀ 43,9°S 54,9°E/-43,900000 54,900000   | 7,7           | imię w j. ewe |
| Kristina         | ♀ 65,2°S 315,9°E/-65,200000 315,900000 | 9,7           | słowiańska forma imienia Christiana, łacińskiego imienia                                                             |
| Kumba            | ♀ 26,3°N 332,7°E/26,300000 332,700000  | 11,4          | fulańskie imię (Gwinea)                                                                                              |
| Kumudu           | ♀ 61,3°N 154,1°E/61,300000 154,100000  | 4,4           | syngaleskie imię |
| Kuro             | ♀ 7,8°N 57,6°E/7,800000 57,600000      | 8,8           | fulańskie imię |
| Kyen             | ♀ 6,2°S 64,7°E/-6,200000 64,700000     | 5,2           | imię w j. bantu |
| Kylli            | ♀ 41,1°N 67,0°E/41,100000 67,000000    | 13,2          | fińskie imię |
| L                |                                        |               | |
| La Fayette       | ♀ 70,2°N 107,6°E/70,200000 107,600000  | 39,6          | Madame de La Fayette, francuska pisarka (1634–1693)                                                                  |
| Lachappelle      | ♀ 26,7°N 336,7°E/26,700000 336,700000  | 36,8          | Marie Lachappelle, francuska badaczka medycyny (1769–1821)                                                           |
| Lagerlöf         | ♀ 81,2°N 285,2°E/81,200000 285,200000  | 56            | Selma Lagerlöf, szwedzka powieściopisarka (1858–1940)                                                                |
| Landowska        | ♀ 84,6°N 74,3°E/84,600000 74,300000    | 33            | Wanda Landowska, polska pianistka (1877–1959)                                                                        |
| Langtry          | ♀ 17°S 155°E/-17,000000 155,000000     | 50,3          | Lillie Langtry, angielska aktorka (1853–1929)                                                                        |
| Lara             | ♀ 4,2°S 2,9°E/-4,200000 2,900000       | 3,4           | łacińskie imię |
| Laulani          | ♀ 68,2°S 121,2°E/-68,200000 121,200000 | 12,4          | hawajskie imię |
| Laura            | ♀ 48,9°N 141,2°E/48,900000 141,200000  | 17,2          | hiszpańskie i włoskie imię                                                                                           |
| Laurencin        | ♀ 15,4°S 46,5°E/-15,400000 46,500000   | 29,8          | Marie Laurencin, francuska malarka (1885–1956)                                                                       |
| Lazarus          | ♀ 52,9°S 127,2°E/-52,900000 127,200000 | 24,2          | Emma Lazarus, amerykańska poetka (1849–1887)                                                                         |
| Leah             | ♀ 34,2°S 187,8°E/-34,200000 187,800000 | 12            | hebrajskie imię |
| Lebedeva         | ♀ 45,2°N 49,8°E/45,200000 49,800000    | 37,4          | Sara Lebiediewa, radziecka rzeźbiarka (1881–1968)                                                                    |
| Lehmann          | ♀ 44,1°S 39,1°E/-44,100000 39,100000   | 21,7          | Inge Lehmann, duńska geofizyczka (1888–1993)                                                                         |
| Leida            | ♀ 23,3°S 266,6°E/-23,300000 266,600000 | 18,8          | estońskie imię |
| Leila            | ♀ 44,2°S 86,8°E/-44,200000 86,800000   | 18,8          | arabskie imię |
| Lena             | ♀ 39,5°N 23,0°E/39,500000 23,000000    | 15,2          | rosyjskie imię |
| Lenore           | ♀ 38,7°N 292,2°E/38,700000 292,200000  | 15,5          | zdrobnienie Helen, greckie imię                                                                                      |
| Leona            | ♀ 3,1°S 169,0°E/-3,100000 169,000000   | 3             | greckie imię |
| Leonard          | ♀ 73,8°S 185,2°E/-73,800000 185,200000 | 31,7          | Wrexie Leonard, asystentka P. Lowella (1867–1937)                                                                    |
| Leslie           | ♀ 11,2°S 13,5°E/-11,200000 13,500000   | 7,2           | angielskie imię |
| Letitia          | ♀ 34,5°N 288,7°E/34,500000 288,700000  | 17,5          | łacińskie imię |
| Leyster          | ♀ 1°N 260°E/1,000000 260,000000        | 45,8          | Judith Leyster, holenderska malarka (1609–1660)                                                                      |
| Lhagva           | ♀ 75,8°S 300,1°E/-75,800000 300,100000 | 7,9           | mongolskie imię |
| Li Qingzhao      | ♀ 23,7°N 94,6°E/23,700000 94,600000    | 22,8          | Li Qingzhao, chińska eseistka i uczona (1085–1151)                                                                   |
| Lida             | ♀ 36,6°N 273,9°E/36,600000 273,900000  | 20,3          | rosyjskie imię |
| Lilian           | ♀ 25,6°N 336,0°E/25,600000 336,000000  | 13,5          | hebrajskie imię |
| Liliya           | ♀ 30,2°N 31,1°E/30,200000 31,100000    | 15            | rosyjskie imię |
| Lind             | ♀ 50,2°N 355,0°E/50,200000 355,000000  | 25,8          | Jenny Lind, szwedzka śpiewaczka (1820–1887)                                                                          |
| Linda            | ♀ 12,4°S 2,8°E/-12,400000 2,800000     | 7,1           | łacińskie imię |
| Lineta           | ♀ 5,0°S 354,1°E/-5,000000 354,100000   | 15,6          | łotewskie imię |
| Lisa             | ♀ 29°N 182°E/29,000000 182,000000      | 4,5           | zdrobnienie Elizabeth, hebrajskie imię                                                                               |
| Liv              | ♀ 21,1°S 303,9°E/-21,100000 303,900000 | 11,2          | norweskie imię |
| Loan             | ♀ 28,3°N 60,0°E/28,300000 60,000000    | 7,4           | wietnamskie imię |
| Lockwood         | ♀ 32,9°S 51,6°E/-32,900000 51,600000   | 22            | Belva Ann Lockwood, amerykańska prawniczka (1830–1917)                                                               |
| Lois             | ♀ 17,9°S 214,7°E/-17,900000 214,700000 | 13,5          | greckie imię |
| Lonsdale         | ♀ 55,6°N 222,4°E/55,600000 222,400000  | 43            | Kathleen Lonsdale, angielska fizyczka (1903–1971)                                                                    |
| Lorelei          | ♀ 55,7°N 243,9°E/55,700000 243,900000  | 15            | niemieckie imię |
| Loretta          | ♀ 19,7°S 202,6°E/-19,700000 202,600000 | 13,5          | łacińskie imię |
| Lotta            | ♀ 51,1°N 335,9°E/51,100000 335,900000  | 11,8          | szwedzkie imię |
| Lu Zhi           | ♀ 42,6°S 303,4°E/-42,600000 303,400000 | 8,3           | chińskie imię |
| Lucia            | ♀ 62,1°S 67,8°E/-62,100000 67,800000   | 16            | łacińskie imię |
| Lullin           | ♀ 23,0°N 81,3°E/23,000000 81,300000    | 25,1          | Maria Lullin, szwajcarska entomolog (1750–1831)                                                                      |
| Lydia            | ♀ 10,7°N 340,7°E/10,700000 340,700000  | 15,2          | greckie imię |
| Lyon             | ♀ 66,5°S 270,6°E/-66,500000 270,600000 | 12,4          | Mary Lyon, amerykańska pedagog, prezes uniwersytetu (1797–1849)                                                      |
| Lyuba            | ♀ 1,6°N 283,9°E/1,600000 283,900000    | 12,4          | rosyjskie imię |
| Lyudmila         | ♀ 62,1°N 329,7°E/62,100000 329,700000  | 14,1          | rosyjskie imię |
| M                |                                        |               | |
| Maa-Ling         | ♀ 14,7°S 359,5°E/-14,700000 359,500000 | 6             | chińskie imię |
| Ma Shouzhen      | ♀ 35,7°S 92,5°E/-35,700000 92,500000   | 18,9          | Ma Shouzhen, chińska poetka i malarka (1592–1628)                                                                    |
| MacDonald        | ♀ 30,0°N 120,7°E/30,000000 120,700000  | 17,6          | Flora MacDonald, szkocka bohaterka (1722–1790)                                                                       |
| Madeleine        | ♀ 4,7°S 293,2°E/-4,700000 293,200000   | 16            | francuskie imię |
| Madina           | ♀ 22,7°N 58,0°E/22,700000 58,000000    | 6,3           | kabardyjskie imię |
| Mae              | ♀ 40,5°S 345,2°E/-40,500000 345,200000 | 7,5           | zdrobnienie Margaret, greckie imię                                                                                   |
| Magda            | ♀ 67,0°N 329,7°E/67,000000 329,700000  | 10,1          | duńskie imię |
| Magdalena        | ♀ 11,2°S 48,7°E/-11,200000 48,700000   | 11,5          | hiszpańskie imię pochodzenia hebrajskiego                                                                            |
| Magnani          | ♀ 58,6°N 337,2°E/58,600000 337,200000  | 26,4          | Anna Magnani, włoska aktorka (1908–1973)                                                                             |
| Mahina           | ♀ 2,0°S 182,2°E/-2,000000 182,200000   | 15,4          | hawajskie imię |
| Makola           | ♀ 3,8°S 106,7°E/-3,800000 106,700000   | 16,6          | hawajskie imię |
| Maltby           | ♀ 23,3°S 119,7°E/-23,300000 119,700000 | 36,6          | Margaret Maltby, amerykańska fizyczka (1860–1944)                                                                    |
| Mamajan          | ♀ 65,1°S 257,3°E/-65,100000 257,300000 | 2             | turkmeńskie imię pochodzenia perskiego                                                                               |
| Mansa            | ♀ 33,9°S 63,4°E/-33,900000 63,400000   | 8,1           | imię w j. akan |
| Manton           | ♀ 9,3°N 26,9°E/9,300000 26,900000      | 20,5          | Sidnie Manton, angielska zoolog (1902–1980) Irene Manton, botanistka (1904–1988)                                     |
| Manzolini        | ♀ 25,6°N 91,3°E/25,600000 91,300000    | 41,8          | Anna Morandi Manzolini, włoska anatom (1716–1774)                                                                    |
| Maranda          | ♀ 4,9°N 169,7°E/4,900000 169,700000    | 16,8          | łotewskie imię |
| Marere           | ♀ 19,6°N 65,8°E/19,600000 65,800000    | 6,3           | polinezyjskie imię                                                                                                   |
| Maret            | ♀ 33,3°S 280,2°E/-33,300000 280,200000 | 11,7          | estońskie imię |
| Margarita        | ♀ 12,7°N 9,2°E/12,700000 9,200000      | 13            | greckie imię |
| Margit           | ♀ 60,1°N 273,1°E/60,100000 273,100000  | 14            | węgierskie imię |
| Maria Celeste    | ♀ 23,4°N 140,4°E/23,400000 140,400000  | 97,5          | Maria Celeste, córka Galileusza (1600–1634)                                                                          |
| Marianne         | ♀ 9,3°N 358,0°E/9,300000 358,000000    | 9             | greckie imię |
| Marie            | ♀ 21,7°S 232,4°E/-21,700000 232,400000 | 14,2          | francuskie imię |
| Mariko           | ♀ 23,3°S 132,9°E/-23,300000 132,900000 | 12,9          | japońskie imię |
| Markham          | ♀ 4,1°S 155,6°E/-4,100000 155,600000   | 71,8          | Beryl Markham, angielska pilotka (1902–1986)                                                                         |
| Marsh            | ♀ 63,6°S 46,6°E/-63,600000 46,600000   | 47,7          | Ngaio Marsh, nowozelandzka pisarka (1895–1982)                                                                       |
| Martinez         | ♀ 11,7°S 174,7°E/-11,700000 174,700000 | 23,5          | Maria Martinez, artystka Indian Pueblo (1887–1980)                                                                   |
| Marysya          | ♀ 53,3°N 75,1°E/53,300000 75,100000    | 6,3           | białoruskie imię |
| Marzhan          | ♀ 58,9°S 248,3°E/-58,900000 248,300000 | 13,8          | imię w j. ludu Karakal                                                                                               |
| Masako           | ♀ 30,2°S 53,2°E/-30,200000 53,200000   | 23,8          | Masako Hōjō, japońska władczyni (1157–1225)                                                                          |
| Masha            | ♀ 60,7°N 88,5°E/60,700000 88,500000    | 6,4           | rosyjskie imię |
| Matahina         | ♀ 72,3°S 65,9°E/-72,300000 65,900000   | 8,5           | polinezyjskie imię                                                                                                   |
| Maurea           | ♀ 39,5°S 69,1°E/-39,500000 69,100000   | 9,9           | polinezyjskie imię                                                                                                   |
| Mbul'di          | ♀ 23,8°N 74,7°E/23,800000 74,700000    | 6             | fulańskie/Wodaabe imię                                                                                               |
| Mead             | ♀ 12,5°N 57,2°E/12,500000 57,200000    | 270           | Margaret Mead, amerykańska socjolog (1901–1978)                                                                      |
| Medhavi          | ♀ 19,4°S 40,6°E/-19,400000 40,600000   | 30,4          | Ramabai Medhavi, wschodnio-indyjska autorka, filantrop (1858–1922)                                                   |
| Megan            | ♀ 61,8°S 130,6°E/-61,800000 130,600000 | 15,8          | walijskie imię |
| Meitner          | ♀ 55,6°S 321,6°E/-55,600000 321,600000 | 149           | Lise Meitner, austriacka fizyczka jądrowa (1878–1968)                                                                |
| Melanie          | ♀ 62,8°S 144,3°E/-62,800000 144,300000 | 12,3          | greckie imię |
| Melanka          | ♀ 34,4°N 19,2°E/34,400000 19,200000    | 9             | ukraińskie imię |
| Melba            | ♀ 4,7°N 193,5°E/4,700000 193,500000    | 21,8          | Nellie Melba, australijska śpiewaczka (1861–1931)                                                                    |
| Melina           | ♀ 69,9°S 319,5°E/-69,900000 319,500000 | 12,7          | greckie imię |
| Meredith         | ♀ 14,5°S 278,9°E/-14,500000 278,900000 | 11,4          | angielskie imię |
| Merian           | ♀ 34,5°N 76,3°E/34,500000 76,300000    | 22,2          | Maria Sibylla Merian, niemiecka przyrodniczka (1647–1717)                                                            |
| Merit Ptah       | ♀ 11,4°N 115,6°E/11,400000 115,600000  | 16,5          | Merit Ptah, pierwsza znana kobieta, która zajmowała się nauką, była lekarzem w starożytnym Egipcie (ok. 2700 p.n.e.) |
| Michelle         | ♀ 19,6°S 40,5°E/-19,600000 40,500000   | 15            | francuskie imię |
| Mildred          | ♀ 51,7°S 348,3°E/-51,700000 348,300000 | 12            | angielskie imię |
| Millay           | ♀ 24,4°N 111,2°E/24,400000 111,200000  | 48            | Edna St. Vincent Millay, amerykańska poetka (1892–1950)                                                              |
| Miovasu          | ♀ 72,1°N 99,9°E/72,100000 99,900000    | 4,5           | szejeńskie imię |
| Mirabeau         | ♀ 1,1°N 284,3°E/1,100000 284,300000    | 23,8          | Sibylle Mirabeau, francuska pisarka (1849–1932)                                                                      |
| Miriam           | ♀ 36,5°N 48,2°E/36,500000 48,200000    | 16,5          | hebrajskie imię |
| Mona Lisa        | ♀ 25,6°N 25,1°E/25,600000 25,100000    | 79,4          | Lisa Giacondo, modelka Leonardo da Vinci (ur. ok. 1474)                                                              |
| Monika           | ♀ 72,3°N 122,4°E/72,300000 122,400000  | 25,5          | niemieckie imię |
| Montessori       | ♀ 59,4°N 280,0°E/59,400000 280,000000  | 42,1          | Maria Montessori, pierwsza lekarz we Włoszech (1870–1952)                                                            |
| Montez           | ♀ 17,9°N 266,5°E/17,900000 266,500000  | 21,1          | Lola Montez, irlandzka tancerka (1818–1861)                                                                          |
| Moore            | ♀ 30,4°S 248,4°E/-30,400000 248,400000 | 21,1          | Marianne Moore, amerykańska poetka (1887–1972)                                                                       |
| Morisot          | ♀ 61,2°S 211,3°E/-61,200000 211,300000 | 48            | Berthe Morisot, francuska malarka (1841–1895)                                                                        |
| Mosaido          | ♀ 17,3°N 75,2°E/17,300000 75,200000    | 7,4           | fulańskie/Wodaabe imię                                                                                               |
| Moses            | ♀ 34,6°N 119,9°E/34,600000 119,900000  | 28            | Babcia Moses, amerykańska artystka ludowa (1860–1961)                                                                |
| Mowatt           | ♀ 14,6°S 292,3°E/-14,600000 292,300000 | 38,4          | Anna Cora Mowatt, amerykańska aktorka (1819–1870)                                                                    |
| Mu Guiying       | ♀ 41,2°N 81,0°E/41,200000 81,000000    | 32,3          | Mu Guiying, chińska wojowniczka                                                                                      |
| Mukhina          | ♀ 29,5°N 0,5°E/29,500000 0,500000      | 24,5          | Wiera Muchina, rosyjska rzeźbiarka (1889–1953)                                                                       |
| Mumtaz-Mahal     | ♀ 30,3°N 228,4°E/30,300000 228,400000  | 38,2          | Mumtaz Mahal, mogolska cesarzowa (1592–1631)                                                                         |
| Munter           | ♀ 15,3°S 39,3°E/-15,300000 39,300000   | 32,1          | Gabriele Münter, niemiecka malarka (1877–1962).                                                                      |
| Muriel           | ♀ 41,7°S 12,4°E/-41,700000 12,400000   | 20,2          | greckie imię |
| N                |                                        |               | |
| Nadeyka          | ♀ 54,8°S 305,3°E/-54,800000 305,300000 | 9,3           | białoruskie imię |
| Nadia            | ♀ 27,9°S 0,6°E/-27,900000 0,600000     | 11,3          | rosyjskie imię |
| Nadine           | ♀ 7,8°N 359,1°E/7,800000 359,100000    | 18,6          | francuskie imię |
| Nadira           | ♀ 44,1°N 201,5°E/44,100000 201,500000  | 31,4          | Nadira, uzbecka poetka (1791–1842)                                                                                   |
| Nakai            | ♀ 61,0°S 286,2°E/-61,000000 286,200000 | 4,5           | szejeńskie imię |
| Nałkowska        | ♀ 28,1°N 290,0°E/28,100000 290,000000  | 22,2          | Zofia Nałkowska, polska pisarka (1884–1954)                                                                          |
| Nalkuta          | ♀ 30,1°N 307,8°E/30,100000 307,800000  | 6,5           | osetyjskie imię (płn. Kaukaz)                                                                                        |
| Namiko           | ♀ 43,4°N 56,2°E/43,400000 56,200000    | 13            | japońskie imię |
| Nana             | ♀ 49,8°N 75,4°E/49,800000 75,400000    | 8,8           | serbsko-chorwackie imię                                                                                              |
| Nancy            | ♀ 6,4°N 272,2°E/6,400000 272,200000    | 4,4           | hebrajskie imię |
| Nanichi          | ♀ 44,8°S 337,8°E/-44,800000 337,800000 | 19            | imię używane przez Tainów (Puerto Rico)                                                                              |
| Naomi            | ♀ 6,0°N 70,3°E/6,000000 70,300000      | 17,5          | hebrajskie imię |
| Nastya           | ♀ 49,0°S 275,8°E/-49,000000 275,800000 | 12,5          | zdrobnienie Anastazji, rosyjskie imię                                                                                |
| Natalia          | ♀ 67,1°N 272,9°E/67,100000 272,900000  | 10,8          | rumuńskie imię |
| Ndella           | ♀ 15,9°S 60,7°E/-15,900000 60,700000   | 5,9           | imię w j. wolof |
| Neda             | ♀ 16,7°N 313,5°E/16,700000 313,500000  | 7,7           | macedońskie imię |
| Nedko            | ♀ 8,8°S 317,6°E/-8,800000 317,600000   | 8,5           | nienieckie imię (Samojedzi)                                                                                          |
| Neeltje          | ♀ 12,4°N 124,4°E/12,400000 124,400000  | 10            | holenderskie imię |
| Nelike           | ♀ 26,8°S 329,2°E/-26,800000 329,200000 | 6,3           | nanajskie imię (Syberia)                                                                                             |
| Němcová          | ♀ 5,9°N 125,1°E/5,900000 125,100000    | 22,9          | Božena Němcová, czeska powieściopisarka, poetka (1820–1882)                                                          |
| Nevelson         | ♀ 35,3°S 307,8°E/-35,300000 307,800000 | 69,8          | Louise Berliawsky Nevelson, amerykańska artystka (1899–1988)                                                         |
| Ngaio            | ♀ 53,3°S 61,8°E/-53,300000 61,800000   | 9,5           | maoryskie imię |
| Ngone            | ♀ 6,0°N 331,9°E/6,000000 331,900000    | 12,2          | imię w j. wolof (Senegal)                                                                                            |
| Nicole           | ♀ 48,4°N 259,3°E/48,400000 259,300000  | 6,4           | francuskie imię |
| Nijinskaya       | ♀ 25,8°N 122,5°E/25,800000 122,500000  | 36,2          | Bronisława Ninska, rosyjska tancerka (1891–1972)                                                                     |
| Nilanti          | ♀ 38,2°S 331,4°E/-38,200000 331,400000 | 9,2           | syngaleskie imię |
| Nilsson          | ♀ 75,9°S 277,6°E/-75,900000 277,600000 | 27,3          | Christine Nilsson, szwedzka śpiewaczka operowa, wiolonczelistka (1843–1921)                                          |
| Nin              | ♀ 3,9°S 266,4°E/-3,900000 266,400000   | 27,1          | Anais Nin, francuska powieściopisarka (1903–1977)                                                                    |
| Nina             | ♀ 55,5°S 238,7°E/-55,500000 238,700000 | 24,6          | rosyjskie imię |
| Ninzi            | ♀ 15,9°N 331,7°E/15,900000 331,700000  | 7,1           | birmańskie imię (Mjanma)                                                                                             |
| Nofret           | ♀ 58,8°S 252,2°E/-58,800000 252,200000 | 22,5          | Nofret, egipska królowa (ok. 1900 p.n.e.)                                                                            |
| Nomeda           | ♀ 49,2°S 55,5°E/-49,200000 55,500000   | 10,4          | litewskie imię |
| Noreen           | ♀ 33,6°N 22,7°E/33,600000 22,700000    | 18,6          | irlandzkie imię |
| Noriko           | ♀ 5,3°S 358,3°E/-5,300000 358,300000   | 7,5           | japońskie imię |
| Nsele            | ♀ 6,7°N 64,2°E/6,700000 64,200000      | 5,1           | imię w j. mandinka                                                                                                   |
| Nuon             | ♀ 78,6°N 336,6°E/78,600000 336,600000  | 6,5           | khmerskie imię |
| Nuriet           | ♀ 20,6°N 245,6°E/20,600000 245,600000  | 17,9          | imię w języku ludu Adygan (płn. Kaukaz)                                                                              |
| Nutsa            | ♀ 27,5°N 341,2°E/27,500000 341,200000  | 8             | abchaskie imię (Gruzja)                                                                                              |
| Nyal'ga          | ♀ 17,0°N 64,5°E/17,000000 64,500000    | 5,5           | fulańskie/Wodaabe imię                                                                                               |
| Nyele            | ♀ 22,7°S 318,4°E/-22,700000 318,400000 | 11,9          | imię w j. mandinka (Mali)                                                                                            |
| Nyogari          | ♀ 46,4°S 306,4°E/-46,400000 306,400000 | 13            | imię w j. ewe (Ghana)                                                                                                |
| O                |                                        |               | |
| O’Connor         | ♀ 26,0°S 143,9°E/-26,000000 143,900000 | 30,4          | Flannery O’Connor, amerykańska pisarka (1925–1964)                                                                   |
| O’Keeffe         | ♀ 24,5°N 228,8°E/24,500000 228,800000  | 76,9          | Georgia O’Keeffe, amerykańska artystka (1887–1986)                                                                   |
| Oakley           | ♀ 29,3°S 310,5°E/-29,300000 310,500000 | 18,4          | Annie Oakley, amerykańska artystka estradowa (1860–1926)                                                             |
| Obukhova         | ♀ 70,7°N 289,7°E/70,700000 289,700000  | 46            | Nadieżda Obuchowa, radziecka śpiewaczka (1886–1961)                                                                  |
| Odarka           | ♀ 40,8°N 138,2°E/40,800000 138,200000  | 7             | ukraińskie imię |
| Odikha           | ♀ 41,6°S 238,1°E/-41,600000 238,100000 | 10,6          | uzbeckie imię |
| Odilia           | ♀ 81,2°N 200,2°E/81,200000 200,200000  | 20,8          | portugalskie imię |
| Ogulbek          | ♀ 2,4°N 145,0°E/2,400000 145,000000    | 6,5           | turkmeńskie imię |
| Oivit            | ♀ 73,9°S 195,5°E/-73,900000 195,500000 | 4,8           | szejeńskie imię |
| Oksana           | ♀ 11,9°N 352,0°E/11,900000 352,000000  | 7,7           | ukraińskie imię |
| Oku              | ♀ 64,2°S 232,2°E/-64,200000 232,200000 | 13,3          | karelskie imię |
| Olena            | ♀ 10,9°N 149,0°E/10,900000 149,000000  | 7             | ukraińskie imię |
| Oleśnicka        | ♀ 18,3°N 210,9°E/18,300000 210,900000  | 33            | Zofia Oleśnicka, polska poetka (zm. ok. 1567)                                                                        |
| Olesya           | ♀ 5,6°N 273,3°E/5,600000 273,300000    | 12            | ukraińskie imię |
| Olga             | ♀ 26,1°N 283,8°E/26,100000 283,800000  | 15,5          | rosyjskie imię |
| Olivia           | ♀ 37,2°N 207,9°E/37,200000 207,900000  | 10,2          | holenderskie imię |
| Olya             | ♀ 51,4°N 291,8°E/51,400000 291,800000  | 13,4          | rosyjskie imię |
| Oma              | ♀ 42,7°S 329,1°E/-42,700000 329,100000 | 7,6           | dakockie imię |
| Onissya          | ♀ 25,6°S 150,2°E/-25,600000 150,200000 | 8,2           | imię ludów Komi-Permyak (Urals Finn)                                                                                 |
| Opika            | ♀ 57,1°S 151,9°E/-57,100000 151,900000 | 9,8           | czuwaskie imię (rejon rzeki Wołga)                                                                                   |
| Orczy            | ♀ 3,7°N 52,3°E/3,700000 52,300000      | 26,9          | Emma Orczy, węgierska powieściopisarka (1865–1947)                                                                   |
| Orguk            | ♀ 23,5°S 198,2°E/-23,500000 198,200000 | 11,7          | niwchijskie imię (rejon rzeki Amur)                                                                                  |
| Orlette          | ♀ 68,1°S 193,3°E/-68,100000 193,300000 | 12,5          | francuskie imię |
| Orlova           | ♀ 56,5°N 235,0°E/56,500000 235,000000  | 19,6          | Lubow Orłowa, radziecka aktorka (1902–1975)                                                                          |
| Ortensia         | ♀ 7,6°N 155,7°E/7,600000 155,700000    | 7             | włoskie imię |
| Oshalche         | ♀ 29,7°N 155,5°E/29,700000 155,500000  | 8,3           | maryjskie imię (Wołga Finn)                                                                                          |
| Osipenko         | ♀ 71,2°N 321,0°E/71,200000 321,000000  | 30            | Polina Osipenko, radziecka pilotka (1907–1939)                                                                       |
| Ottavia          | ♀ 47,5°S 187,1°E/-47,500000 187,100000 | 12,9          | rzymskie imię |
| Outi             | ♀ 61,6°N 267,7°E/61,600000 267,700000  | 10,5          | fińskie imię |
| P                |                                        |               | |
| Paige            | ♀ 1,2°S 24,6°E/-1,200000 24,600000     | 6,8           | włoskie imię |
| Pamela           | ♀ 11,0°N 238,5°E/11,000000 238,500000  | 14,2          | angielskie imię |
| Parishan         | ♀ 0,2°S 146,5°E/-0,200000 146,500000   | 6,8           | perskie imię |
| Parra            | ♀ 20,5°N 78,5°E/20,500000 78,500000    | 42,4          | Parra, chilijska pisarka                                                                                             |
| Parvina          | ♀ 62,2°S 153,0°E/-62,200000 153,000000 | 7             | perskie imię (Tadżykistan)                                                                                           |
| Pasha            | ♀ 42,7°N 156,3°E/42,700000 156,300000  | 7,2           | rosyjskie imię pochodzenia perskiego                                                                                 |
| Pat              | ♀ 2,9°N 262,6°E/2,900000 262,600000    | 10,1          | angielskie imię |
| Patimat          | ♀ 1,3°S 156,5°E/-1,300000 156,500000   | 5,1           | awarskie imię (Dagestan)                                                                                             |
| Patti            | ♀ 35,0°N 301,6°E/35,000000 301,600000  | 47            | Adelina Patti, włoska śpiewaczka (1843–1919)                                                                         |
| Pavlinka         | ♀ 25,5°S 158,7°E/-25,500000 158,700000 | 7,5           | białoruskie imię |
| Peck             | ♀ 28,9°S 294,3°E/-28,900000 294,300000 | 30,4          | Annie Smith Peck, amerykańska alpinista, pedagog (1850–1935)                                                         |
| Peggy            | ♀ 20,4°S 357,2°E/-20,400000 357,200000 | 11,9          | angielskie imię |
| Peña             | ♀ 23,6°S 190,6°E/-23,600000 190,600000 | 29,6          | Tonita Peña (Quah Ah), artystka Indian Pueblo (1895–1949)                                                            |
| Phaedra          | ♀ 35,9°N 252,7°E/35,900000 252,700000  | 15,7          | greckie imię |
| Philomena        | ♀ 40,7°S 151,9°E/-40,700000 151,900000 | 14,8          | greckie imię |
| Phryne           | ♀ 46,2°S 314,7°E/-46,200000 314,700000 | 39,4          | Fryne, grecka modelka i kurtyzana (IV wiek p.n.e.)                                                                   |
| Phyllis          | ♀ 12,3°N 132,4°E/12,300000 132,400000  | 11,4          | greckie imię |
| Piaf             | ♀ 0,8°N 5,3°E/0,800000 5,300000        | 39,1          | Édith Piaf, francuska śpiewaczka (1915–1963)                                                                         |
| Piret            | ♀ 37,8°N 41,7°E/37,800000 41,700000    | 27            | estońskie imię |
| Pirkko           | ♀ 44,8°N 254,6°E/44,800000 254,600000  | 12,3          | fińskie imię |
| Piscopia         | ♀ 1,5°N 190,9°E/1,500000 190,900000    | 26,2          | Elena Cornaro Piscopia, włoska matematyczka (1646–1684)                                                              |
| Polenova         | ♀ 45,5°S 335,5°E/-45,500000 335,500000 | 41            | Elena Polenowa, rosyjska malarka (1850–1898)                                                                         |
| Polina           | ♀ 42,4°N 148,2°E/42,400000 148,200000  | 21,6          | rosyjskie imię |
| Ponselle         | ♀ 63,0°S 289,1°E/-63,000000 289,100000 | 57,7          | Rosa Ponselle, amerykańska śpiewaczka operowa (1897–1981)                                                            |
| Potanina         | ♀ 31,6°N 53,1°E/31,600000 53,100000    | 94,2          | Aleksandra Potanina, rosyjska badaczka (1843–1893)                                                                   |
| Potter           | ♀ 7,2°N 309,1°E/7,200000 309,100000    | 46,9          | Beatrix Potter, angielska ilustratorka książek dla dzieci (1866–1943)                                                |
| Prichard         | ♀ 44,0°N 11,5°E/44,000000 11,500000    | 23,3          | Catharina Prichard, australijska pisarka (1884–1969)                                                                 |
| Puhioia          | ♀ 20,6°N 69,4°E/20,600000 69,400000    | 5,5           | maoryskie imię |
| Purev            | ♀ 31,1°S 46,4°E/-31,100000 46,400000   | 11,6          | mongolskie imię |
| Pychik           | ♀ 62,4°S 33,8°E/-62,400000 33,800000   | 10,1          | czukockie imię (Syberia)                                                                                             |
| Q                |                                        |               | |
| Qarlygha         | ♀ 33,0°S 162,9°E/-33,000000 162,900000 | 9,3           | kazachskie imię |
| Quimby           | ♀ 5,7°S 76,7°E/-5,700000 76,700000     | 23,2          | Harriet Quimby, amerykańska pilotka (1884–1912)                                                                      |
| Qulzhan          | ♀ 23,5°N 165,4°E/23,500000 165,400000  | 7,9           | kazachskie imię |
| Quslu            | ♀ 6,2°N 166,8°E/6,200000 166,800000    | 8,7           | kazachskie imię |
| R                |                                        |               | |
| Rachel           | ♀ 48,7°S 13,5°E/-48,700000 13,500000   | 12,5          | hebrajskie imię |
| Radhika          | ♀ 30,3°S 166,4°E/-30,300000 166,400000 | 7,9           | tamilskie imię |
| Radka            | ♀ 75,6°N 96,3°E/75,600000 96,300000    | 10,5          | bułgarskie imię |
| Radmila          | ♀ 69,1°N 167,0°E/69,100000 167,000000  | 5,2           | serbsko-chorwackie imię                                                                                              |
| Rae              | ♀ 8,9°S 58,4°E/-8,900000 58,400000     | 5,5           | zdrobnienie Rachel, hebrajskie imię                                                                                  |
| Rafiga           | ♀ 62,9°N 175,6°E/62,900000 175,600000  | 5,7           | azerskie imię pochodzenia arabskiego                                                                                 |
| Raisa            | ♀ 27,5°N 280,3°E/27,500000 280,300000  | 13,5          | rosyjskie imię |
| Raki             | ♀ 49,4°S 70,0°E/-49,400000 70,000000   | 7,5           | fulańskie imię |
| Rampyari         | ♀ 50,6°N 179,3°E/50,600000 179,300000  | 7,7           | imię w j. hindi |
| Rand             | ♀ 63,8°S 59,5°E/-63,800000 59,500000   | 24,3          | Ayn Rand, amerykańska pisarka (1905–1982)                                                                            |
| Rani             | ♀ 64,1°N 160,4°E/64,100000 160,400000  | 10,7          | imię w j. hindi |
| Raymonde         | ♀ 48,4°N 191,5°E/48,400000 191,500000  | 5,3           | francuskie imię |
| Rebecca          | ♀ 12,1°S 5,4°E/-12,100000 5,400000     | 9,5           | hebrajskie imię |
| Recamier         | ♀ 12,6°S 58,1°E/-12,600000 58,100000   | 25,3          | Julie Recamier, francuska patriotka, sprzeciwiająca się Napoleonowi (ok. 1777 – ok. 1849)                            |
| Regina           | ♀ 30,0°N 147,3°E/30,000000 147,300000  | 24,9          | łacińskie imię |
| Reiko            | ♀ 22,6°N 192,1°E/22,600000 192,100000  | 9,7           | japońskie imię |
| Retno            | ♀ 52,9°S 192,3°E/-52,900000 192,300000 | 7,2           | indonezyjskie imię                                                                                                   |
| Rhoda            | ♀ 11,4°N 347,7°E/11,400000 347,700000  | 12,2          | greckie imię |
| Rhys             | ♀ 8,6°N 298,8°E/8,600000 298,800000    | 44            | Jean Rhys, walijska pisarka (1894–1979)                                                                              |
| Richards         | ♀ 2,5°N 196,1°E/2,500000 196,100000    | 25            | Ellen Richards, badaczka i ekolog (1842–1911)                                                                        |
| Riley            | ♀ 14,1°N 72,5°E/14,100000 72,500000    | 20,2          | Margaretta Riley, angielska botanistka (1804–1899)                                                                   |
| Rita             | ♀ 71,0°N 334,8°E/71,000000 334,800000  | 8,3           | włoskie imię |
| Romanskaya       | ♀ 23,2°N 178,4°E/23,200000 178,400000  | 30,4          | Sofja Romanska, radziecka astronom (1886–1969)                                                                       |
| Romola           | ♀ 9,3°N 54,2°E/9,300000 54,200000      | 17,5          | włoskie imię |
| Roptyna          | ♀ 62,2°N 28,9°E/62,200000 28,900000    | 11,5          | czukockie imię (Syberia)                                                                                             |
| Rosa Bonheur     | ♀ 9,7°N 288,8°E/9,700000 288,800000    | 104           | Rosa Bonheur, francuska malarka (1822–1899)                                                                          |
| Rose             | ♀ 35,2°S 248,2°E/-35,200000 248,200000 | 15,5          | niemieckie imię |
| Rossetti         | ♀ 57,0°N 6,4°E/57,000000 6,400000      | 23,4          | Christina Rossetti, angielska poetka (1830–1894)                                                                     |
| Rowena           | ♀ 10,4°N 171,4°E/10,400000 171,400000  | 19,5          | celtyckie imię |
| Roxanna          | ♀ 26,5°N 334,6°E/26,500000 334,600000  | 9,5           | perskie imię |
| Royle            | ♀ 32,7°S 193,7°E/-32,700000 193,700000 | 6,1           | baszkirskie imię |
| Rudneva          | ♀ 78,4°N 174,7°E/78,400000 174,700000  | 29,8          | Warwara Rudniewa, rosyjska fizyczka (1844–1899)                                                                      |
| Rufina           | ♀ 74,6°S 195,1°E/-74,600000 195,100000 | 5             | greckie imię |
| Ruit             | ♀ 25,5°S 72,9°E/-25,500000 72,900000   | 6,4           | polinezyjskie imię                                                                                                   |
| Runak            | ♀ 58,5°S 196,3°E/-58,500000 196,300000 | 7,6           | kurdyjskie imię |
| Ruslanova        | ♀ 83,9°N 16,6°E/83,900000 16,600000    | 44,3          | Lidia Rusłanowa, radziecka śpiewaczka (1900–1973)                                                                    |
| Ruth             | ♀ 43,3°N 19,9°E/43,300000 19,900000    | 18,5          | hebrajskie imię |
| S                |                                        |               | |
| Sabin            | ♀ 38,5°S 274,7°E/-38,500000 274,700000 | 33,1          | Florence R. Sabin, amerykańska badacz medycyny (1871–1953)                                                           |
| Sabira           | ♀ 5,8°S 239,9°E/-5,800000 239,900000   | 15,7          | tatarskie imię pochodzenia arabskiego                                                                                |
| Safarmo          | ♀ 10,8°S 161,4°E/-10,800000 161,400000 | 7,4           | perskie imię (Tadżykistan)                                                                                           |
| Saida            | ♀ 28,2°N 302,0°E/28,200000 302,000000  | 9,5           | arabskie imię |
| Salika           | ♀ 5,0°S 97,7°E/-5,000000 97,700000     | 12,5          | maryjskie imię |
| Samantha         | ♀ 45,6°N 281,7°E/45,600000 281,700000  | 16,9          | aramejskie imię |
| Samintang        | ♀ 39,0°S 80,7°E/-39,000000 80,700000   | 25,9          | Samintang, koreańska poetka (XVI wiek)                                                                               |
| Sandel           | ♀ 45,7°S 211,7°E/-45,700000 211,700000 | 17,9          | Cora Sandel, norweska autorka (1880–1974)                                                                            |
| Sandi            | ♀ 68,1°S 315,1°E/-68,100000 315,100000 | 12,6          | zdrobnienie Aleksandry, greckie imię                                                                                 |
| Sandugach        | ♀ 59,9°N 143,5°E/59,900000 143,500000  | 10            | tatarskie imię |
| Sanger           | ♀ 33,8°N 288,6°E/33,800000 288,600000  | 83,6          | Margaret Sanger, amerykańska badacz medycyny (1883–1966)                                                             |
| Sanija           | ♀ 33,1°N 251,0°E/33,100000 251,000000  | 18            | tatarskie imię |
| Saodat           | ♀ 2,9°S 344,6°E/-2,900000 344,600000   | 3,7           | uzbeckie imię pochodzenia arabskiego                                                                                 |
| Sarah            | ♀ 42,4°S 1,8°E/-42,400000 1,800000     | 18,5          | hebrajskie imię |
| Sartika          | ♀ 63,4°S 67,0°E/-63,400000 67,000000   | 18,7          | Ibu Dewi Sartika, indonezyjska pedagog (1884–1942)                                                                   |
| Sasha            | ♀ 38,3°N 277,3°E/38,300000 277,300000  | 4,6           | rosyjskie imię |
| Saskia           | ♀ 28,6°S 337,1°E/-28,600000 337,100000 | 37,1          | Saskia van Uylenburgh, modelka, żona Rembrandta (1612–1642)                                                          |
| Sayers           | ♀ 67,5°S 229,8°E/-67,500000 229,800000 | 98            | Dorothy L. Sayers, angielska powieściopisarka, (1893–1957)                                                           |
| Sayligul         | ♀ 73,6°N 172,9°E/73,600000 172,900000  | 4,3           | perskie imię (Tadżykistan)                                                                                           |
| Scarpellini      | ♀ 23,2°S 34,6°E/-23,200000 34,600000   | 27,1          | Caterina Scarpellini, włoska astronom (ur. 1808)                                                                     |
| Seiko            | ♀ 21,0°S 216,6°E/-21,000000 216,600000 | 3,4           | japońskie imię |
| Selma            | ♀ 68,5°N 155,9°E/68,500000 155,900000  | 11,4          | celtyckie imię |
| Seseg            | ♀ 36,3°S 312,6°E/-36,300000 312,600000 | 9,8           | buriackie imię (Syberia)                                                                                             |
| Sévigné          | ♀ 52,6°N 326,5°E/52,600000 326,500000  | 29,6          | Marie de Sévigné, francuska pisarka (1626–1696)                                                                      |
| Seymour          | ♀ 18,2°N 326,5°E/18,200000 326,500000  | 63            | Jane Seymour, angielska królowa (1509–1537)                                                                          |
| Shakira          | ♀ 3,0°N 213,6°E/3,000000 213,600000    | 17,6          | baszkirskie imię |
| Shasenem         | ♀ 44,0°S 258,9°E/-44,000000 258,900000 | 9             | turkmeńskie, perskie i arabskie imię                                                                                 |
| Sheila           | ♀ 19,9°N 50,2°E/19,900000 50,200000    | 5,6           | irlandzkie/celtyckie imię                                                                                            |
| Shih Mai-Yu      | ♀ 18,4°N 318,9°E/18,400000 318,900000  | 22,3          | Shi Meiyu, chińska fizyczka (1873–1954)                                                                              |
| Shirley          | ♀ 31,5°N 55,4°E/31,500000 55,400000    | 18            | angielskie imię |
| Shushan          | ♀ 43,8°S 70,2°E/-43,800000 70,200000   | 8,5           | ormiańskie imię |
| Sidney           | ♀ 13,4°N 199,6°E/13,400000 199,600000  | 20,2          | Mary Sidney, elżbietańska dramaturg (1561–1621)                                                                      |
| Sigrid           | ♀ 63,6°N 314,4°E/63,600000 314,400000  | 16,2          | skandynawskie imię                                                                                                   |
| Simbya           | ♀ 74,4°S 130,0°E/-74,400000 130,000000 | 4             | nganasańskie imię (Samojedzi)                                                                                        |
| Simonenko        | ♀ 26,9°S 97,6°E/-26,900000 97,600000   | 31,9          | Ałła Nikołajewna Simonenko, radziecka astronom                                                                       |
| Sirani           | ♀ 31,5°S 230,4°E/-31,500000 230,400000 | 28,3          | Elisabetta Sirani, włoska malarka i grawer (1638–1665)                                                               |
| Sitwell          | ♀ 16,6°N 190,4°E/16,600000 190,400000  | 32,8          | Edith Sitwell, angielska poetka (1887–1964)                                                                          |
| Solace           | ♀ 35,9°N 317,2°E/35,900000 317,200000  | 5,3           | łacińskie imię |
| Sophia           | ♀ 28,6°S 18,8°E/-28,600000 18,800000   | 17,6          | greckie imię |
| Sovadi           | ♀ 44,8°S 225,5°E/-44,800000 225,500000 | 12,4          | khmerskie imię (Kambodża)                                                                                            |
| Stanton          | ♀ 23,3°S 199,3°E/-23,300000 199,300000 | 107           | Elizabeth Cady Stanton, amerykańska sufrażystka (1815–1902)                                                          |
| Stefania         | ♀ 51,3°N 333,3°E/51,300000 333,300000  | 11,7          | rumuńskie imię |
| Stein            | ♀ 30,1°S 345,5°E/-30,100000 345,500000 | 13,3          | Gertrude Stein, amerykańska pisarka (1874–1946)                                                                      |
| Steinbach        | ♀ 41,4°S 256,9°E/-41,400000 256,900000 | 20,3          | Sabina von Steinbach, niemiecka rzeźbiarka (ok. 1250)                                                                |
| Stina            | ♀ 37,4°N 22,8°E/37,400000 22,800000    | 10,4          | szwedzkie imię |
| Storni           | ♀ 9,8°S 245,6°E/-9,800000 245,600000   | 21,7          | Alfonsina Storni, argentyńska poetka (1892–1938)                                                                     |
| Stowe            | ♀ 43,2°S 233,2°E/-43,200000 233,200000 | 80            | Harriet Stowe, amerykańska powieściopisarka (1811–1896)                                                              |
| Stuart           | ♀ 30,8°S 20,2°E/-30,800000 20,200000   | 68,6          | Maria I Stuart, królowa (1542–1587)                                                                                  |
| Suliko           | ♀ 9,6°N 214,6°E/9,600000 214,600000    | 14,9          | gruzińskie imię |
| Sullivan         | ♀ 1,4°S 110,9°E/-1,400000 110,900000   | 32            | Anne Sullivan, amerykańska nauczycielka Helen Keller (1866–1936)                                                     |
| Surija           | ♀ 5,3°N 178,2°E/5,300000 178,200000    | 15,3          | azerskie imię |
| Susanna          | ♀ 6,0°N 93,3°E/6,000000 93,300000      | 13,3          | hebrajskie imię |
| Sveta            | ♀ 82,5°N 273,2°E/82,500000 273,200000  | 21            | rosyjskie imię |
| T                |                                        |               | |
| Taglioni         | ♀ 41,7°N 122,6°E/41,700000 122,600000  | 31            | Maria Taglioni, włoska baletnica (1804–1884)                                                                         |
| Tahia            | ♀ 44,3°N 73,7°E/44,300000 73,700000    | 6,1           | polinezyjskie imię                                                                                                   |
| Taira            | ♀ 1,6°S 296,8°E/-1,600000 296,800000   | 19,6          | osetyjskie imię |
| Tako             | ♀ 25,1°N 285,3°E/25,100000 285,300000  | 10,7          | fulańskie imię |
| Talvikki         | ♀ 41,9°N 22,0°E/41,900000 22,000000    | 12,6          | fińskie imię |
| Tamara           | ♀ 61,6°N 317,2°E/61,600000 317,200000  | 11            | gruzińskie imię |
| Tanya            | ♀ 19,3°S 282,7°E/-19,300000 282,700000 | 14            | rosyjskie imię |
| Tatyana          | ♀ 85,4°N 212,4°E/85,400000 212,400000  | 19            | rosyjskie imię |
| Taussig          | ♀ 9,2°S 229,0°E/-9,200000 229,000000   | 25,8          | Helen Taussig, amerykańska pediatra, badacz serca (1898–1986)                                                        |
| Tehina           | ♀ 30,4°S 76,4°E/-30,400000 76,400000   | 5,4           | polinezyjskie imię                                                                                                   |
| Tekarohi         | ♀ 21,2°N 76,4°E/21,200000 76,400000    | 9,3           | polinezyjskie imię                                                                                                   |
| Temou            | ♀ 10,0°S 83,4°E/-10,000000 83,400000   | 9,3           | polinezyjskie imię                                                                                                   |
| Teresa           | ♀ 42,5°S 10,0°E/-42,500000 10,000000   | 14,8          | greckie imię |
| Terhi            | ♀ 45,7°N 253,1°E/45,700000 253,100000  | 10,7          | fińskie imię |
| Teroro           | ♀ 75,8°S 88,1°E/-75,800000 88,100000   | 9,2           | polinezyjskie imię                                                                                                   |
| Teumere          | ♀ 38,3°S 88,1°E/-38,300000 88,100000   | 5,4           | polinezyjskie imię                                                                                                   |
| Teura            | ♀ 12,3°S 90,2°E/-12,300000 90,200000   | 9,3           | polinezyjskie imię                                                                                                   |
| Thomas           | ♀ 13,0°S 272,5°E/-13,000000 272,500000 | 25,2          | Martha Carey Thomas, amerykańska prezes uniwersytetu (1857–1935)                                                     |
| Tiffany          | ♀ 8,7°S 22,9°E/-8,700000 22,900000     | 7             | greckie imię |
| Tinyl            | ♀ 9,7°N 132,1°E/9,700000 132,100000    | 12,8          | czukockie imię (Syberia)                                                                                             |
| Toklas           | ♀ 0,7°N 273,1°E/0,700000 273,100000    | 17,5          | Alice Toklas, amerykańska pisarka, (1877–1967)                                                                       |
| Tolgonay         | ♀ 68,8°N 271,1°E/68,800000 271,100000  | 4,6           | kirgiskie imię |
| Trollope         | ♀ 54,8°S 246,4°E/-54,800000 246,400000 | 27,2          | Frances Trollope, angielska powieściopisarka (1780–1863)                                                             |
| Truth            | ♀ 28,7°N 287,8°E/28,700000 287,800000  | 47,3          | Sojourner Truth, amerykańska abolicjonistka (1797–1883)                                                              |
| Tseraskaya       | ♀ 28,6°N 79,2°E/28,600000 79,200000    | 30,3          | Lidia Czeraskaja, radziecka astronom (1855–1931)                                                                     |
| Tsetsa           | ♀ 31,3°N 317,7°E/31,300000 317,700000  | 9,9           | mordowińskie imię |
| Tsiala           | ♀ 2,9°N 100,0°E/2,900000 100,000000    | 16,5          | gruzińskie imię |
| Tsvetayeva       | ♀ 64,6°N 147,4°E/64,600000 147,400000  | 42,9          | Marina Cwietajewa, radziecka poetka (1892–1941)                                                                      |
| Tsyrma           | ♀ 14,1°S 318,5°E/-14,100000 318,500000 | 7,8           | buriackie imię (Syberia)                                                                                             |
| Tubman           | ♀ 23,6°N 204,6°E/23,600000 204,600000  | 42,9          | Harriet Tubman, amerykańska abolicjonistka (1820–1913)                                                               |
| Tünde            | ♀ 76,8°N 193,0°E/76,800000 193,000000  | 16,3          | węgierskie imię |
| Tursunoy         | ♀ 80,9°N 229,3°E/80,900000 229,300000  | 4,7           | uzbeckie imię |
| Tussaud          | ♀ 21,7°N 221,0°E/21,700000 221,000000  | 16            | Marie Tussaud, szwajcarska artystka (1760–1850)                                                                      |
| Tuyara           | ♀ 62,9°S 15,5°E/-62,900000 15,500000   | 13,2          | jakuckie imię |
| U                |                                        |               | |
| Ualinka          | ♀ 13,2°N 168,6°E/13,200000 168,600000  | 8,1           | osetyjskie imię (płn. Kaukaz)                                                                                        |
| Udagan           | ♀ 10,7°N 206,9°E/10,700000 206,900000  | 11,5          | jakuckie imię |
| Udaltsova        | ♀ 20,3°S 275,3°E/-20,300000 275,300000 | 26,7          | Nadieżda Udalcowa, rosyjska artystka (1885–1961)                                                                     |
| Udyaka           | ♀ 30,9°N 172,9°E/30,900000 172,900000  | 7,7           | imię w języku ludu Orochi (rejon rzeki Amur)                                                                         |
| Ugne             | ♀ 34,9°N 205,8°E/34,900000 205,800000  | 10,3          | litewskie imię |
| Ul'yana          | ♀ 24,3°N 253,0°E/24,300000 253,000000  | 12,5          | rosyjskie imię |
| Uleken           | ♀ 33,7°N 185,1°E/33,700000 185,100000  | 10,9          | nanajskie imię (rejon rzeki Amur)                                                                                    |
| Ulla             | ♀ 51,5°S 184,5°E/-51,500000 184,500000 | 10,4          | szwedzkie imię |
| Ulpu             | ♀ 35,7°S 179,0°E/-35,700000 179,000000 | 7             | fińskie imię |
| Ulrique          | ♀ 75,9°N 55,6°E/75,900000 55,600000    | 19,6          | francuskie imię |
| Uluk             | ♀ 62,2°S 178,6°E/-62,200000 178,600000 | 10,3          | imię w języku ludu Neghidalian (rejon rzeki Amur)                                                                    |
| Umaima           | ♀ 23,3°S 195,4°E/-23,300000 195,400000 | 6,9           | arabskie imię |
| Umkana           | ♀ 53,3°S 198,6°E/-53,300000 198,600000 | 6,2           | eskimoskie imię (Czukotka)                                                                                           |
| Unay             | ♀ 53,5°N 172,7°E/53,500000 172,700000  | 11,4          | maryjskie imię |
| Undset           | ♀ 51,7°N 60,8°E/51,700000 60,800000    | 20            | Sigrid Undset, norweska autorka (1882–1949)                                                                          |
| Unitkak          | ♀ 40,8°N 199,5°E/40,800000 199,500000  | 8             | eskimoskie (Czukotka)                                                                                                |
| Urazbike         | ♀ 9,0°S 202,5°E/-9,000000 202,500000   | 7             | tatarskie imię |
| Ustinya          | ♀ 41,2°S 251,6°E/-41,200000 251,600000 | 11,8          | rosyjskie imię |
| Uvaysi           | ♀ 2,3°N 198,3°E/2,300000 198,300000    | 38,9          | Uvaysi, uzbecka poetka (ok. 1780 – ok. 1850)                                                                         |
| Uyengimi         | ♀ 76,9°S 204,9°E/-76,900000 204,900000 | 8,9           | chantyjskie i mansyjskie imię (rejon rzeki Ob)                                                                       |
| V                |                                        |               | |
| Văcărescu        | ♀ 63,0°S 199,8°E/-63,000000 199,800000 | 31,5          | Elena Văcărescu, rumuńska poetka i powieściopisarka (1866–1947)                                                      |
| Vaka             | ♀ 41,4°S 8,9°E/-41,400000 8,900000     | 11,8          | bułgarskie imię |
| Valadon          | ♀ 49,0°S 167,7°E/-49,000000 167,700000 | 25,2          | Suzanne Valadon, francuska malarka (1865–1940)                                                                       |
| Valborg          | ♀ 75,5°N 272,1°E/75,500000 272,100000  | 20            | duńskie imię |
| Valentina        | ♀ 46,4°N 144,1°E/46,400000 144,100000  | 24,6          | łacińskie imię |
| Valerie          | ♀ 6,4°S 30,9°E/-6,400000 30,900000     | 13,6          | francuskie imię |
| Vallija          | ♀ 26,3°N 120,0°E/26,300000 120,000000  | 15,2          | łotewskie imię |
| Vanessa          | ♀ 6,0°S 1,9°E/-6,000000 1,900000       | 10            | greckie imię |
| Vard             | ♀ 17,5°N 314,5°E/17,500000 314,500000  | 6,1           | ormiańskie imię |
| Varya            | ♀ 2,8°N 211,8°E/2,800000 211,800000    | 14,3          | rosyjskie imię |
| Vashti           | ♀ 6,8°S 43,7°E/-6,800000 43,700000     | 17            | perskie imię |
| Vasilutsa        | ♀ 16,5°N 334,4°E/16,500000 334,400000  | 5,7           | mołdawskie imię |
| Vassi            | ♀ 34,4°N 346,5°E/34,400000 346,500000  | 8,5           | karelskie imię |
| Veriko           | ♀ 20,4°N 350,1°E/20,400000 350,100000  | 5,2           | gruzińskie imię |
| Veronica         | ♀ 38,1°S 124,6°E/-38,100000 124,600000 | 17,9          | łacińskie imię |
| Vesna            | ♀ 60,3°S 220,5°E/-60,300000 220,500000 | 14,9          | słowiańskie imię |
| Veta             | ♀ 42,6°N 349,5°E/42,600000 349,500000  | 6,4           | rumuńskie imię |
| Vigée-Lebrun     | ♀ 17,3°N 141,4°E/17,300000 141,400000  | 57,8          | Élisabeth Vigée-Lebrun, francuska malarka (1755–1842)                                                                |
| Viola            | ♀ 36,1°S 240,5°E/-36,100000 240,500000 | 10            | angielskie imię |
| Virga            | ♀ 26,9°S 7,7°E/-26,900000 7,700000     | 10,3          | litewskie imię |
| Virginia         | ♀ 52,9°S 185,9°E/-52,900000 185,900000 | 18,5          | łacińskie imię |
| Virve            | ♀ 5,1°S 346,9°E/-5,100000 346,900000   | 18            | estońskie imię |
| Vlasta           | ♀ 28,4°N 250,1°E/28,400000 250,100000  | 10,7          | czeskie imię |
| Volkova          | ♀ 75,2°N 242,2°E/75,200000 242,200000  | 47,5          | Anna Wołkowa, rosyjska chemiczka (1800–1876)                                                                         |
| Volyana          | ♀ 60,6°N 359,9°E/60,600000 359,900000  | 5,3           | cygańskie imię |
| von Paradis      | ♀ 32,2°S 314,9°E/-32,200000 314,900000 | 37,5          | Maria Theresia von Paradis, austriacka pianistka (1759–1824)                                                         |
| von Schuurman    | ♀ 5°S 191°E/-5,000000 191,000000       | 29,1          | Anna Maria van Schurman, holenderska pisarka i artystka (1607–1678)                                                  |
| Von Siebold      | ♀ 52,0°S 36,6°E/-52,000000 36,600000   | 32,4          | Regina Von Siebold, niemiecka fizyczka (1771–1849)                                                                   |
| von Suttner      | ♀ 10,6°S 234,9°E/-10,600000 234,900000 | 24            | Bertha von Suttner, austriacka dziennikarka, pacifistka (1843–1914)                                                  |
| Voynich          | ♀ 35,4°N 56,1°E/35,400000 56,100000    | 48,7          | Ethel Lilian Voynich, angielska pisarka (1864–1960)                                                                  |
| W                |                                        |               | |
| Wanda            | ♀ 71,3°N 323,1°E/71,300000 323,100000  | 21,7          | polskie imię |
| Wang Zhenyi      | ♀ 13,2°N 217,8°E/13,200000 217,800000  | 23,4          | Wang Zhenyi, chińska astronom i geofizyczka (XVIII wiek)                                                             |
| Warren           | ♀ 11,7°S 176,5°E/-11,700000 176,500000 | 50,9          | Mercy Warren, amerykańska poetka kolonialna, historyk (1728–1814)                                                    |
| Wazata           | ♀ 33,6°N 298,3°E/33,600000 298,300000  | 13,9          | imię w j. hausa (Nigeria)                                                                                            |
| Weil             | ♀ 19,4°N 283,1°E/19,400000 283,100000  | 24,2          | Simone Weil, francuska autorka (1909–1943)                                                                           |
| Wen Shu          | ♀ 5,0°S 303,7°E/-5,000000 303,700000   | 31,5          | Wen Shu, chińska malarka (1595–1634)                                                                                 |
| Wendla           | ♀ 22,5°N 207,6°E/22,500000 207,600000  | 5,7           | szwedzkie imię |
| West             | ♀ 26,1°N 303,0°E/26,100000 303,000000  | 28,8          | Rebecca West, irlandzka powieściopisarka i aktorka (1892–1983)                                                       |
| Wharton          | ♀ 55,7°N 61,9°E/55,700000 61,900000    | 50,5          | Edith Wharton, amerykańska pisarka (1862–1937)                                                                       |
| Wheatley         | ♀ 16,6°N 268,0°E/16,600000 268,000000  | 74,8          | Phillis Wheatley, pierwsza uznana czarnoskóra pisarka w Ameryce (1753–1784)                                          |
| Whiting          | ♀ 6,1°S 128,0°E/-6,100000 128,000000   | 35,7          | Sarah Frances Whiting, amerykańska fizyczka i astronom (1847–1927)                                                   |
| Whitney          | ♀ 30,2°S 151,3°E/-30,200000 151,300000 | 42,5          | Mary Watson Whitney, amerykańska astronom (1847–1921)                                                                |
| Wieck            | ♀ 74,2°S 244,8°E/-74,200000 244,800000 | 20,2          | Clara Wieck, niemiecka pianistka i kompozytorka (1819–1896)                                                          |
| Wilder           | ♀ 17,4°N 122,6°E/17,400000 122,600000  | 35,1          | Laura Ingalls Wilder, amerykańska autorka (1867–1957)                                                                |
| Willard          | ♀ 24,6°S 296,1°E/-24,600000 296,100000 | 48,4          | Emma Willard, amerykańska pedagog (1787–1870)                                                                        |
| Wilma            | ♀ 36,7°N 1,7°E/36,700000 1,700000      | 12,5          | angielskie imię |
| Winema           | ♀ 3,0°N 168,6°E/3,000000 168,600000    | 21,7          | Winema, bohaterka Indian Modoków, walczyła o pokój (ok. 1848–1932)                                                   |
| Winnemucca       | ♀ 15,4°S 121,1°E/-15,400000 121,100000 | 30,3          | Sarah Winnemucca, pajucka tłumaczka i aktywistka (ok. 1844–1891)                                                     |
| Wiwi-yokpa       | ♀ 73,8°S 228,4°E/-73,800000 228,400000 | 4,5           | imię w językach Indian Abenaków i Algonquin (Kanada)                                                                 |
| Wollstonecraft   | ♀ 39,1°S 260,8°E/-39,100000 260,800000 | 44,1          | Mary Wollstonecraft, angielska autorka (1759–1797)                                                                   |
| Woolf            | ♀ 37,7°S 27,2°E/-37,700000 27,200000   | 24,5          | Virginia Woolf, brytyjska pisarka (1882–1941)                                                                        |
| Workman          | ♀ 12,9°S 299,9°E/-12,900000 299,900000 | 17,4          | Fanny Workman, amerykańska alpinistka (1859–1925)                                                                    |
| Wu Hou           | ♀ 25,5°S 317,4°E/-25,500000 317,400000 | 27,5          | Wu Hou, chińska cesarzowa (ok. 624–705)                                                                              |
| Wynne            | ♀ 55,0°N 53,6°E/55,000000 53,600000    | 10            | angielskie imię |
| X                |                                        |               | |
| Xantippe         | ♀ 10,9°S 11,8°E/-10,900000 11,800000   | 40,4          | Ksantypa, żona Sokratesa (V/IV wiek p.n.e.)                                                                          |
| Xenia            | ♀ 30,3°S 249,4°E/-30,300000 249,400000 | 13,5          | greckie imię |
| Xi Wang          | ♀ 14°N 208°E/14,000000 208,000000      | 7,7           | chińskie imię |
| Xiao Hong        | ♀ 43,5°S 101,7°E/-43,500000 101,700000 | 38,7          | Xiao Hong, chińska powieściopisarka (1911–1942)                                                                      |
| Ximena           | ♀ 68,2°S 243,6°E/-68,200000 243,600000 | 12,8          | portugalskie imię |
| Y                |                                        |               | |
| Yablochkina      | ♀ 48,3°N 195,3°E/48,300000 195,300000  | 64,3          | Aleksandra Jabloczkina, radziecka aktorka (1866–1964)                                                                |
| Yakyt            | ♀ 2,1°N 170,2°E/2,100000 170,200000    | 13,8          | karakałpackie imię                                                                                                   |
| Yale             | ♀ 13,4°S 271,2°E/-13,400000 271,200000 | 18,5          | Caroline Yale, amerykańska pedagog dla głuchoniemych (1848–1933)                                                     |
| Yambika          | ♀ 32,6°N 208,7°E/32,600000 208,700000  | 6,5           | maryjskie imię (Wołga Finn)                                                                                          |
| Yasuko           | ♀ 26,1°S 169,0°E/-26,100000 169,000000 | 10,6          | japońskie imię |
| Yazruk           | ♀ 21,2°N 160,2°E/21,200000 160,200000  | 10,5          | niwchijskie imię (rejon rzeki Amur)                                                                                  |
| Yelya            | ♀ 47,5°S 211,7°E/-47,500000 211,700000 | 8,6           | nienieckie imię (Samojedzi)                                                                                          |
| Yemysh           | ♀ 11,9°N 214,7°E/11,900000 214,700000  | 6             | maryjskie imię (Wołga Finn)                                                                                          |
| Yenlik           | ♀ 16,0°S 225,4°E/-16,000000 225,400000 | 8,6           | kazachskie imię |
| Yerguk           | ♀ 42,7°N 226,8°E/42,700000 226,800000  | 6,3           | imię w języku ludu Neghidalian (w rejonie rzeki Amur)                                                                |
| Yeska            | ♀ 27,4°N 230,1°E/27,400000 230,100000  | 9,1           | selkupskie imię (Samojedzi)                                                                                          |
| Yetta            | ♀ 58,6°N 185,4°E/58,600000 185,400000  | 9             | zdrobnienie Henrietty, niemieckiego imienia,                                                                         |
| Yokhtik          | ♀ 50,1°S 158,1°E/-50,100000 158,100000 | 11,4          | niwchijskie imię (rejon rzeki Amur)                                                                                  |
| Yoko             | ♀ 5,7°S 232,0°E/-5,700000 232,000000   | 5             | japońskie imię |
| Yolanda          | ♀ 7,8°N 152,7°E/7,800000 152,700000    | 11,4          | greckie imię |
| Yomile           | ♀ 27,3°S 138,7°E/-27,300000 138,700000 | 13,6          | baszkirskie imię |
| Yonge            | ♀ 14,0°S 115,1°E/-14,000000 115,100000 | 42,8          | Charlotte Mary Yonge, angielska pisarka (1823–1901)                                                                  |
| Yonok            | ♀ 65,1°S 234,1°E/-65,100000 234,100000 | 9,5           | koreańskie imię |
| Yonsuk           | ♀ 34,0°S 234,8°E/-34,000000 234,800000 | 8,5           | koreańskie imię |
| Yoshioka         | ♀ 32,4°S 59,0°E/-32,400000 59,000000   | 16,6          | Yoshioka Yayoi, japońska fizyczka (1871–1959)                                                                        |
| Ytunde           | ♀ 49,9°N 81,1°E/49,900000 81,100000    | 6,1           | imię w j. joruba |
| Yvette           | ♀ 7,5°N 249,6°E/7,500000 249,600000    | 10,6          | francuskie imię |
| Yvonne           | ♀ 56,0°S 298,4°E/-56,000000 298,400000 | 14,5          | francuskie imię |
| Z                |                                        |               | |
| Zakiya           | ♀ 66,5°S 234,1°E/-66,500000 234,100000 | 7,5           | arabskie imię |
| Zamudio          | ♀ 9,6°N 189,3°E/9,600000 189,300000    | 19            | Adela Zamudio, boliwijska poetka (1854–1928)                                                                         |
| Zarema           | ♀ 16,8°N 235,2°E/16,800000 235,200000  | 5             | awarskie imię (Dagestan)                                                                                             |
| Zdravka          | ♀ 65,1°N 299,0°E/65,100000 299,000000  | 12,5          | bułgarskie imię |
| Zeinab           | ♀ 2,2°S 159,6°E/-2,200000 159,600000   | 12,5          | perskie imię pochodzenia arabskiego                                                                                  |
| Zemfira          | ♀ 46,2°S 157,7°E/-46,200000 157,700000 | 11,4          | cygańskie imię |
| Zenobia          | ♀ 29,3°S 28,6°E/-29,300000 28,600000   | 39,1          | Septymia Zenobia, królowa Palmiry (Syria) (III wiek n.e.)                                                            |
| Zerine           | ♀ 29,6°S 258,6°E/-29,600000 258,600000 | 6,5           | perskie imię |
| Zhilova          | ♀ 66,3°N 125,7°E/66,300000 125,700000  | 53            | Marija Żyłowa, rosyjska astronom (1870–1934)                                                                         |
| Zhu Shuzhen      | ♀ 26,5°S 356,5°E/-26,500000 356,500000 | 29,4          | Zhu Shuzhen, chińska poetka (1126–1200)                                                                              |
| Zija             | ♀ 3,5°S 265,0°E/-3,500000 265,000000   | 16,8          | arabskie imię |
| Zina             | ♀ 41,9°N 320,1°E/41,900000 320,100000  | 9             | rumuńskie imię |
| Živile           | ♀ 48,8°N 113,1°E/48,800000 113,100000  | 13,5          | litewskie imię |
| Zlata            | ♀ 64,6°N 333,9°E/64,600000 333,900000  | 7             | serbsko-chorwackie imię                                                                                              |
| Zosia            | ♀ 18,9°S 109,2°E/-18,900000 109,200000 | 10,5          | polskie imię |
| Zoya             | ♀ 69,1°N 236,2°E/69,100000 236,200000  | 20            | rosyjskie imię |
| Zuhrah           | ♀ 34,7°N 357,0°E/34,700000 357,000000  | 5,8           | arabskie imię |
| Zula             | ♀ 7,3°N 282,0°E/7,300000 282,000000    | 5             | czeczeńskie imię |
| Zulfiya          | ♀ 18,4°N 101,9°E/18,400000 101,900000  | 12,9          | uzbeckie imię |
| Zulma            | ♀ 7,7°S 102,0°E/-7,700000 102,000000   | 11            | hiszpańskie imię |
| Zumrad           | ♀ 32,1°N 94,8°E/32,100000 94,800000    | 12,9          | uzbeckie imię |
| Zurka            | ♀ 12,8°S 275,2°E/-12,800000 275,200000 | 5,5           | cygańskie imię |
| Zvereva          | ♀ 45,4°N 283,1°E/45,400000 283,100000  | 22,9          | Lidia Zwieriewa, rosyjska pilotka (1890–1916)                                                                        |